# Schatkamer van de Sint-Servaasbasiliek
De Schatkamer van de Sint-Servaasbasiliek is een museum van religieuze kunst en kunstvoorwerpen in de Basiliek van Sint-Servaas in de Limburgse hoofdstad Maastricht. De schatkamer bevat enkele voorwerpen van middeleeuwse edelsmeedkunst die tot de kostbaarste in Nederland behoren en is een belangrijke toeristische attractie in Maastricht.

## Geschiedenis van de kerkschat
De kerkschat van de Sint-Servaaskerk is in de loop van vele eeuwen ontstaan. Een van de oudste, niet meer bestaande schatten is de zogenaamde Einhardsboog, een Karolingische reliekhouder in de vorm van een triomfboog met kruis, een geschenk van Einhard, biograaf van Karel de Grote en abt van het Sint-Servaasklooster. Waarschijnlijk was Einhard ook de schenker van de zogenaamde sleutel van Sint-Servaas. In de tiende eeuw verdwenen enkele relikwieën van Sint-Servaas (onder andere zijn kromstaf) naar de door Hendrik de Vogelaar nieuw gestichte Sint-Servaaskerk in Quedlinburg. In 1039 schonk keizer Hendrik III het borstkruis, dat later bekend werd als het borstkruis van Sint-Servaas. Omstreeks 1070 was de kerk al zo rijk aan schatten, dat een kanunnik (de custos) met de zorg ervoor werd belast.

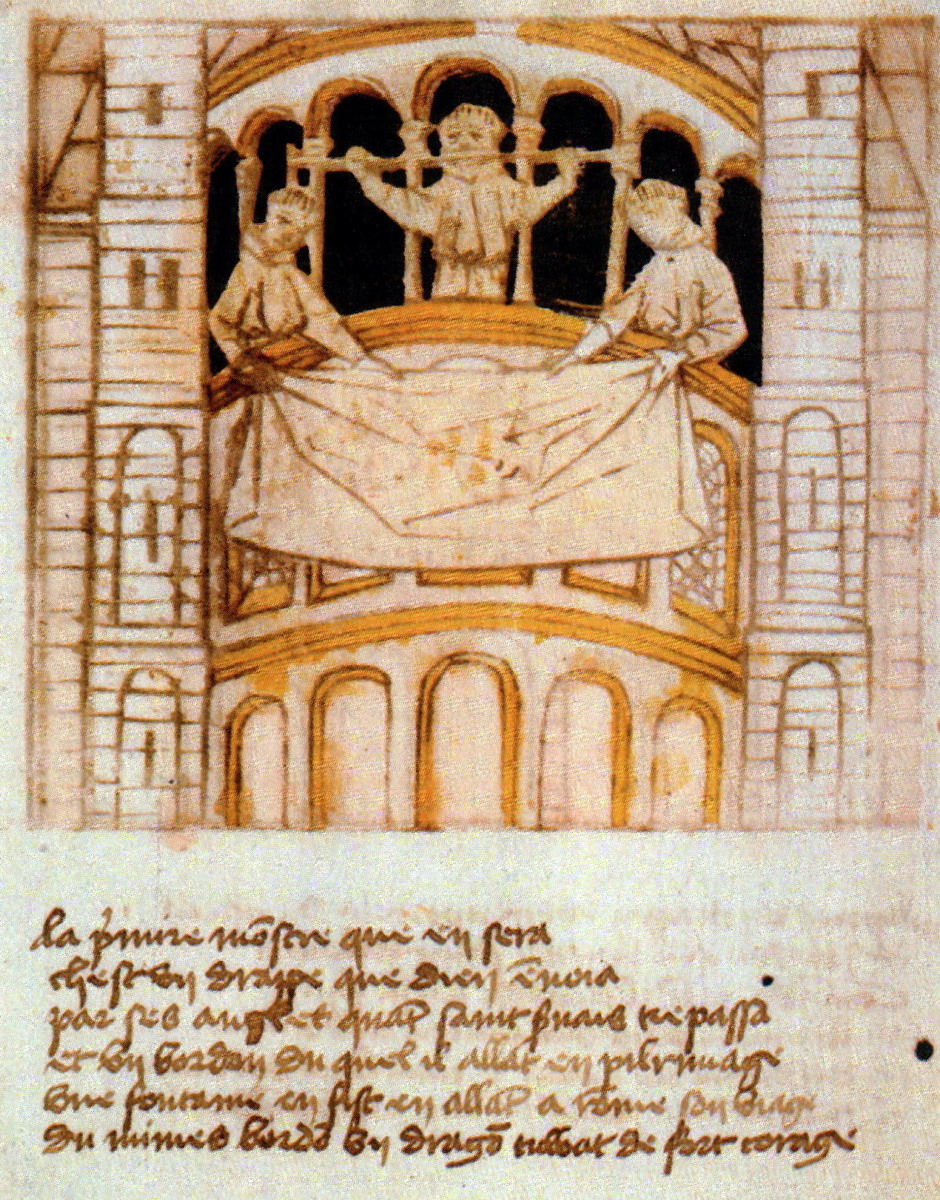
Reliekentoning vanaf de dwerggalerij (uit: Blokboek van St Servaas, ca. 1460)

In de late Middeleeuwen nam de omvang van de reliekenschat door schenkingen sterk toe. Tijdens de zevenjaarlijkse heiligdomsvaart werden de belangrijkste relieken van de kerk vanaf de dwerggalerij aan de verzamelde pelgrims op het Vrijthof getoond. Vooral de toning van de drie 'hemelse doeken' (doeken die volgens de traditie om het lichaam van de dode Servaas gewikkeld waren) trok pelgrims van heinde en ver. Na de reliekentoning luidden de kerkklokken en bliezen de pelgrims op hun hoorns. Daarna werd men uitgenodigd om de overige relieken in de kerk te komen bekijken en in sommige gevallen aan te raken.
Bij de inname van de stad door de hertog van Parma in 1579 had de kerkschat erg te lijden van de plunderingen. De drie 'hemelse doeken' gingen verloren en het borstbeeld van Sint-Servaas raakte zwaar beschadigd. Van 1634 tot 1654 werd de kerkschat uit veiligheidsoverwegingen overgebracht naar Luik. In 1677 stelde kapitteldeken Lipsen voor het eerst een gedetailleerde catalogus op.
Na de inname van Maastricht door de Fransen in 1794 kreeg het kapittel van Sint-Servaas zware oorlogsschattingen opgelegd, waarbij een deel van de kerkschat werd omgesmolten in gouden en zilveren baren. Enkele belangrijke voorwerpen waren door de kanunniken in veiligheid gebracht, maar een deel daarvan is nooit teruggevonden of verdween naar buitenlandse musea en bibliotheken. Ook later in de negentiende eeuw werden, vaak door onwetendheid, diverse kunsthistorisch waardevolle stukken verkocht aan verzamelaars (onder anderen aan prins Alexis Soltikoff en graaf Clément de Renesse-Breidbach), waardoor voorwerpen uit de kerkschat van de Sint-Servaaskerk zich thans bevinden in de Koninklijke Bibliotheek in Den Haag, het Museum Kunst & Geschiedenis te Brussel, het Louvre en het Petit Palais in Parijs, de Alte Pinakothek in München, het Kunstgewerbemuseum in Berlijn, het Museum für Kunst und Gewerbe in Hamburg, het Victoria and Albert Museum in Londen en het Metropolitan Museum of Art in New York. De huidige schat van de Sint-Servaasbasiliek, rijk als deze is, is om die reden slechts een fractie van wat het ooit was.
Een belangrijk keerpunt in de herwaardering van de kerkschat was de publicatie in 1872 van een Duitstalige studie door de Akense kanunnik Franz Bock en de Maastrichtse kapelaan en schatbewaarder Michaël Willemsen, een jaar later gevolgd door de uitgebreidere Franstalige versie. Deze publicaties, evenals de herinrichting van de schatkamer in dezelfde periode, werden gesponsord door de Maastrichtse industrieel Petrus (I) Regout.
In de loop van de twintigste eeuw verschenen diverse wetenschappelijke publicaties over de kerkschat, waaronder monografieën over de Servatiana (A.M. Koldeweij, 1985), de Noodkist (Renate Kroos, 1985) en de middeleeuwse textielschat (Annemarie Stauffer, 1991). De in Maastricht welbekende broeder Sigismund Tagage was vanaf 1965 bijna veertig jaar schatbewaarder. Hij was het die ijverde voor de terugkeer van de schatkamer naar de historische locatie. Mede door zijn toedoen trad het museum met zijn zeldzame middeleeuwse kunstschatten uit de obscuriteit. Tegenwoordig behoort de schatkamer tot de belangrijkste toeristische attracties van Maastricht.

### Lijst van schatbewaarders
- Wynandus (vermeld in 1131, 1132)
- Hessel/Hezelo ca. 1150[noot 11]
- Joannes Ludovicus Deplaie (ca. 1795)[noot 12]
- Michaël Willemsen (1856?-1878)
- J.N.H.C. Ramakers (ca. 1906)[17]
- Sigismund Tagage (ca. 1965-ca. 2012)

## Huisvesting

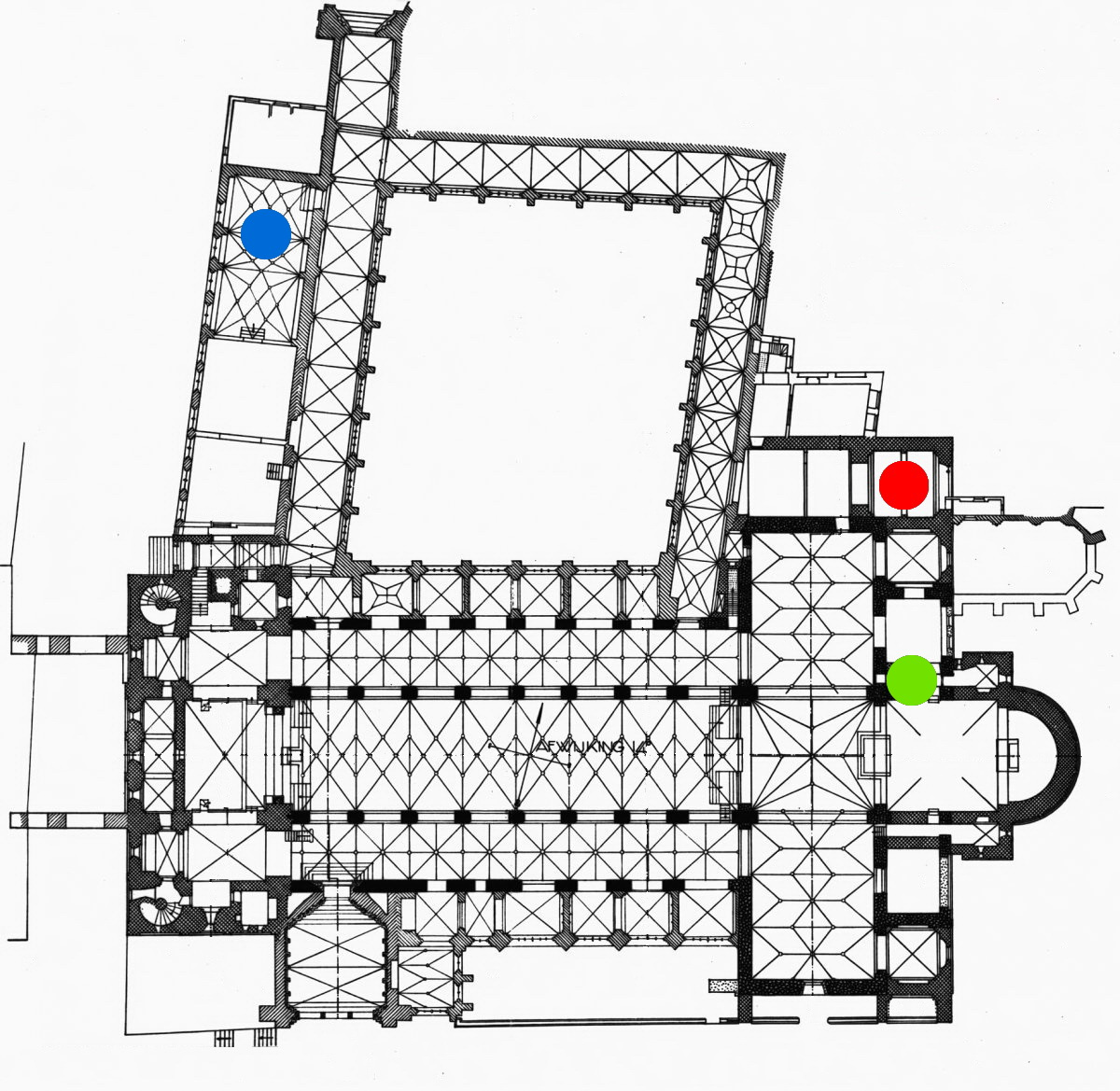
Historische locaties van de schatkamer. Rood: Dubbelkapel (sacrarium inferius). Groen: zijruimte koor (sacrarium superius). Blauw: Sint-Servaaskapel ("Heiligdommenkapel")

De kerkschat van het kapittel was vanouds ondergebracht in een tweetal ruimtes in de kerk, aangeduid als sacrarium inferius en sacrarium superius. De belangrijkste daarvan, het sacrarium inferius ("laag heiligdom") bevond zich in de zogenaamde Dubbelkapel, toegankelijk vanuit de oostelijke kruisgang van de Sint-Servaaskerk. Deze kapel, ook wel stiftskapel of antiqua capella genoemd, werd in de tweede helft van de elfde eeuw onder proost Humbertus gebouwd in het verlengde van de noordelijke transeptarm. De kapel met dikke, vrijwel raamloze muren van kolenzandsteen was alleen toegankelijk vanuit de oostelijke kloostergang. De benedenverdieping van de Dubbelkapel was in twee ruimtes verdeeld. Het voorste deel werd gebruikt als grafkapel van proosten en dekens. De daarachter gelegen ruimte, het antiquum sacellum (oude heiligdom), lijkt door de eeuwen heen de voornaamste locatie van de schatkamer te zijn geweest, met zekerheid vanaf 1340. Dit wordt bevestigd door de laat vijftiende-eeuwse kapitelen in de kloostergang tegenover de ingang van de benedenkapel, waarop engelen met diverse kerkschatten zijn afgebeeld (onder andere de Sleutel en het Borstbeeld van Sint-Servaas en de 'hemelse doeken'). De relieken werden bewaard in een viertal kasten in een donkere, overwelfde ruimte, die met ijzer beslagen deuren was afgesloten.
Het sacrarium superius ("hoog heiligdom") was een kleine ruimte aan de noordzijde van de koortravee, die vanaf het priesterkoor toegankelijk was via een deur. De hoge ligging van het koor verklaart de naam. In deze ruimte bevonden zich in 1525 onder andere de sleutel, de drinkbeker, de kromstaf en de reisstaf van Sint-Servaas, die ter plekke ook aan bezoekers werden getoond. In de zeventiende eeuw had de ruimte, ook aangeduid als petite sacristie, dezelfde functie. Volgens de kunsthistoricus Fred Ahsmann is het aannemelijk dat het sacrarium superius reeds in de twaalfde eeuw de functie van schatkamer bezat.

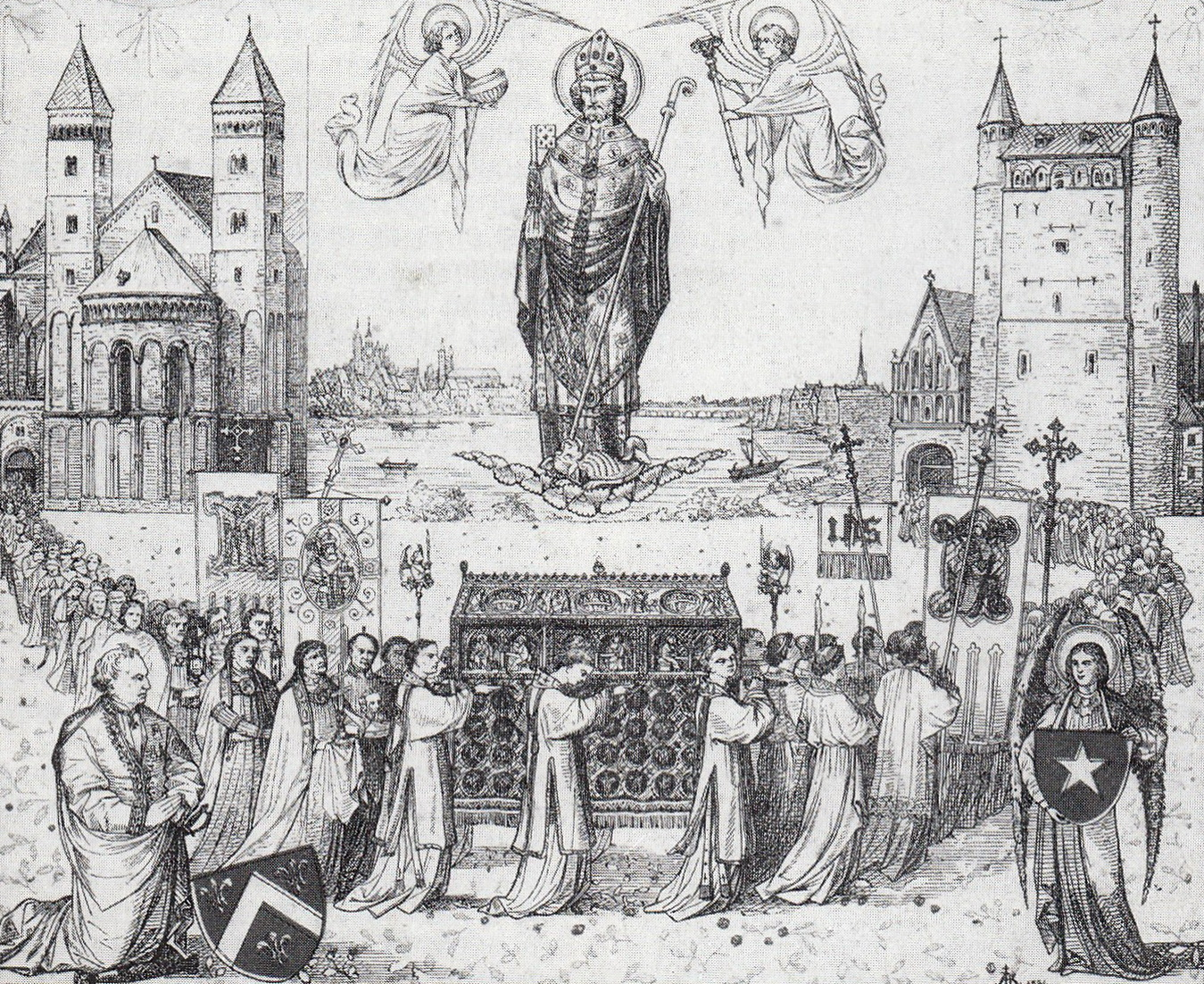
Reliekenprocessie bij de opening van de vernieuwde schatkamer in 1873. Linksonder: een knielende Petrus Regout als weldoener

Na de opheffing van het kapittel in 1797 ontfermden sommige ex-kanunniken zich over de kerkschat, of wat daar nog van over was. In 1804 kreeg de kerk zijn religieuze functie terug, maar het kapittel werd niet hersteld. De meeste kerkschatten werden daarna teruggegeven, maar niet alle. Waarschijnlijk werd de benedenverdieping van de Dubbelkapel opnieuw ingericht als schatkamer. In 1873 verhuisde de schatkamer naar de door Cuypers gerestaureerde voormalige kapittelschool in de westelijke kruisgang; in 1895 naar de even verderop gelegen voormalige refter, die vanaf dat moment werd aangeduid als "heiligdommenkapel" (tegenwoordig Sint-Servaaskapel). In 1930 werd de schatkamer met een extra ruimte aan de noordkant van de heiligdommenkapel uitgebreid. Boven de voormalige ingang aan de westelijke kloostergang bevindt zich nog steeds een wandschildering uit de tijd van Cuypers.
Na restauratie van de Dubbelkapel werd de schatkamer in 1982 verplaatst naar de oorspronkelijke locatie. De huidige schatkamer bevindt zich op de beide verdiepingen van de kapel, plus een extra zijruimte op elke etage. De ingang bevindt zich in de oostelijke kloostergang, die vanaf het Keizer Karelplein toegang biedt tot kerk en schatkamer. Via enkele treetjes naar beneden betreedt men de gewelfde ruimte van de benedenkapel, waar zich de kostbaarste schatten bevinden. De bovenkapel is bereikbaar via een trap in de zijruimte. In de voorruimte van de benedenkapel bevindt zich een trap naar de kelder, waar restanten van een ouder kerkgebouw zichtbaar zijn gemaakt.
In 2020 'verloor' de schatkamer zijn grootste schat, de Noodkist. Tijdens de wereldwijde coronapandemie was er behoefte om bij het reliekschrijn van de patroonheilige van Maastricht te bidden. Bisschop Harrie Smeets ging daar op 15 maart 2020 in voor, maar het feit dat dit in de schatkamer plaatsvond, stuitte op onvrede. In mei van dat jaar besloten deken Dautzenberg en het kerkbestuur om het schrijn een plaats te geven in het noordertransept van de kerk. Met de Noodkist verdwenen ook de bijbehorende pendanten – weliswaar kopieën uit de negentiende eeuw – uit de schatkamer. Eerder waren al vier reliekbustes van Maastrichtse bisschoppen – eveneens negentiende-eeuws – naar de kerk verhuisd. Daarnaast ging de reliekbuste van Sint-Servaas in 2022 in restauratie bij de SRAL. Dit maakte een algehele herinrichting van de schatkamer noodzakelijk, een proces dat in 2025 was afgerond.

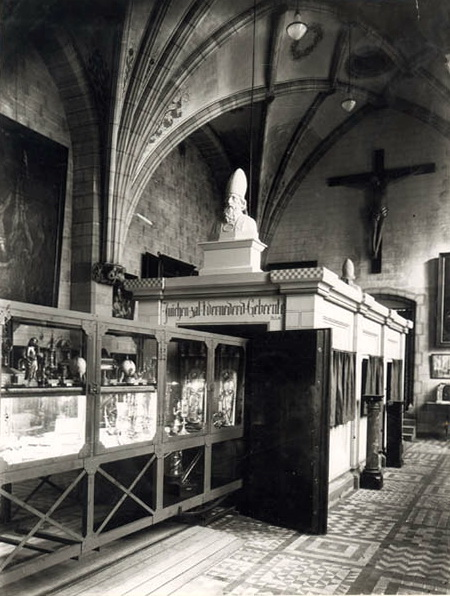
'Kluis' met uitschuifbare vitrine in de oude schatkamer
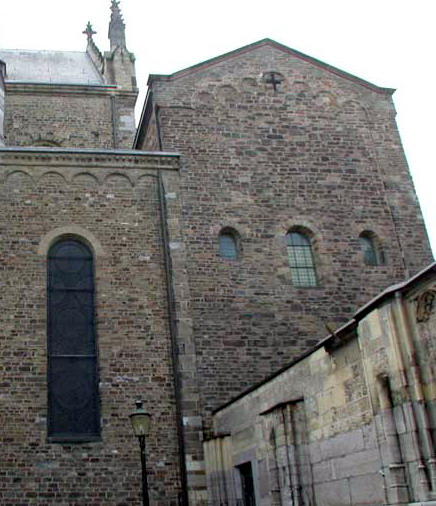
De Dubbelkapel vanaf het Vrijthof
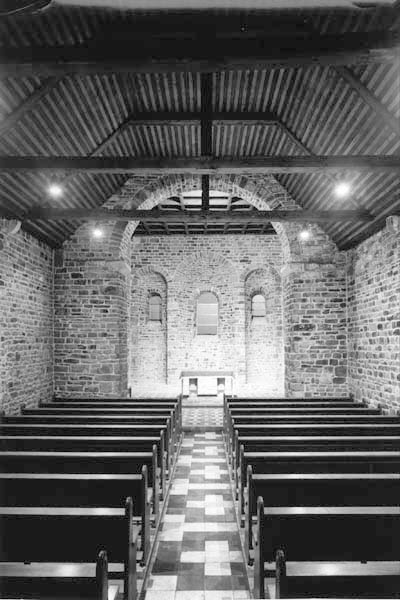
Bovenverdieping Dubbelkapel in 1967
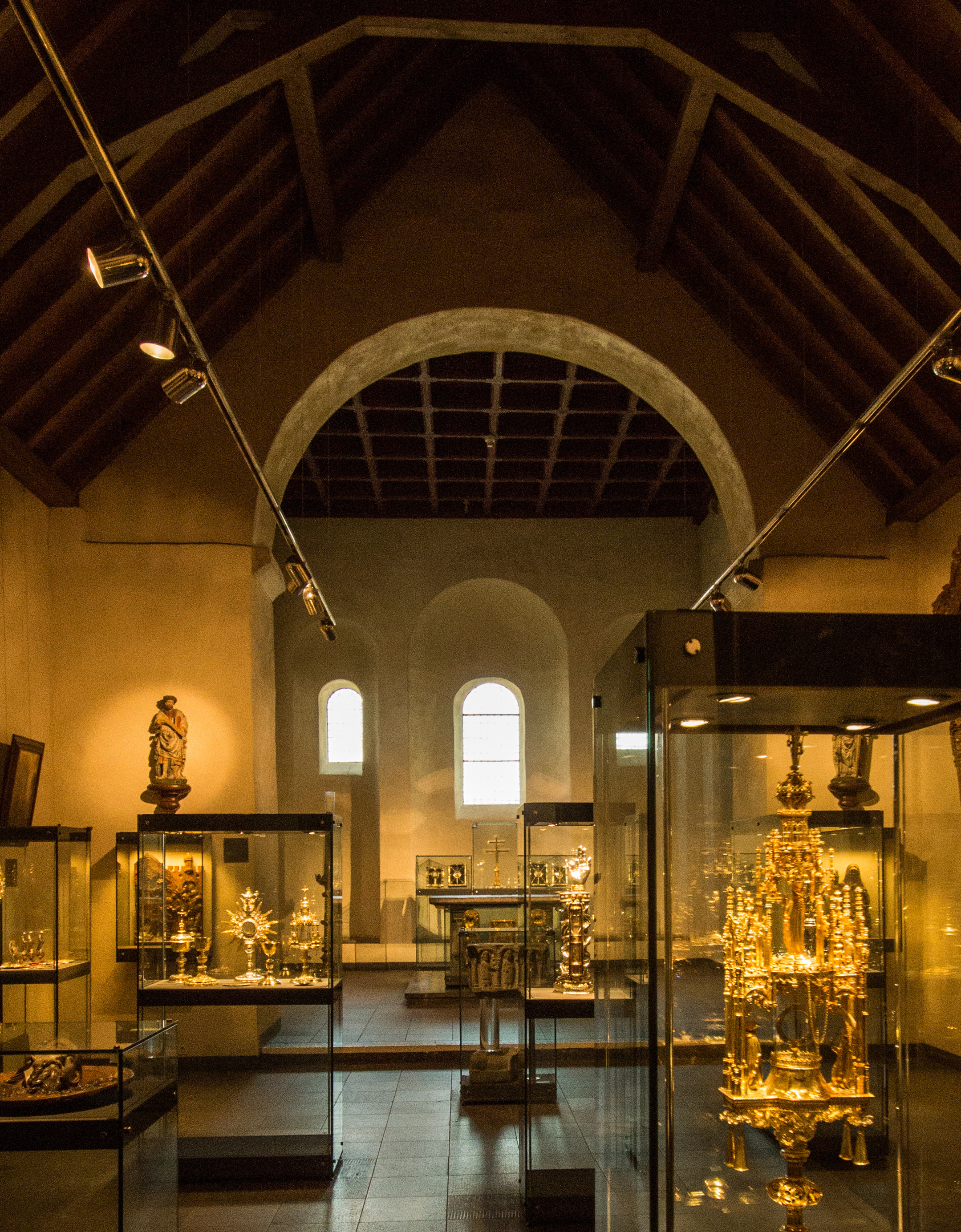
Idem, nu ingericht als schatkamer, 2012

## Collecties
De schat van de Sint-Servaasbasiliek bestaat traditioneel uit vier afdelingen: 1. de Servatiana: delen van de schat die betrekking hebben op het leven van Sint-Servaas; 2. relieken en reliekhouders; 3. liturgische voorwerpen en 4. de textielschat. Het museum bezit tevens een collectie schilderijen, prenten en beeldhouwwerken, maar deze maken geen deel uit van de historische kerkschat. Tevens worden in een deel van de schatkamer archeologische vondsten tentoongesteld.

### Servatiana

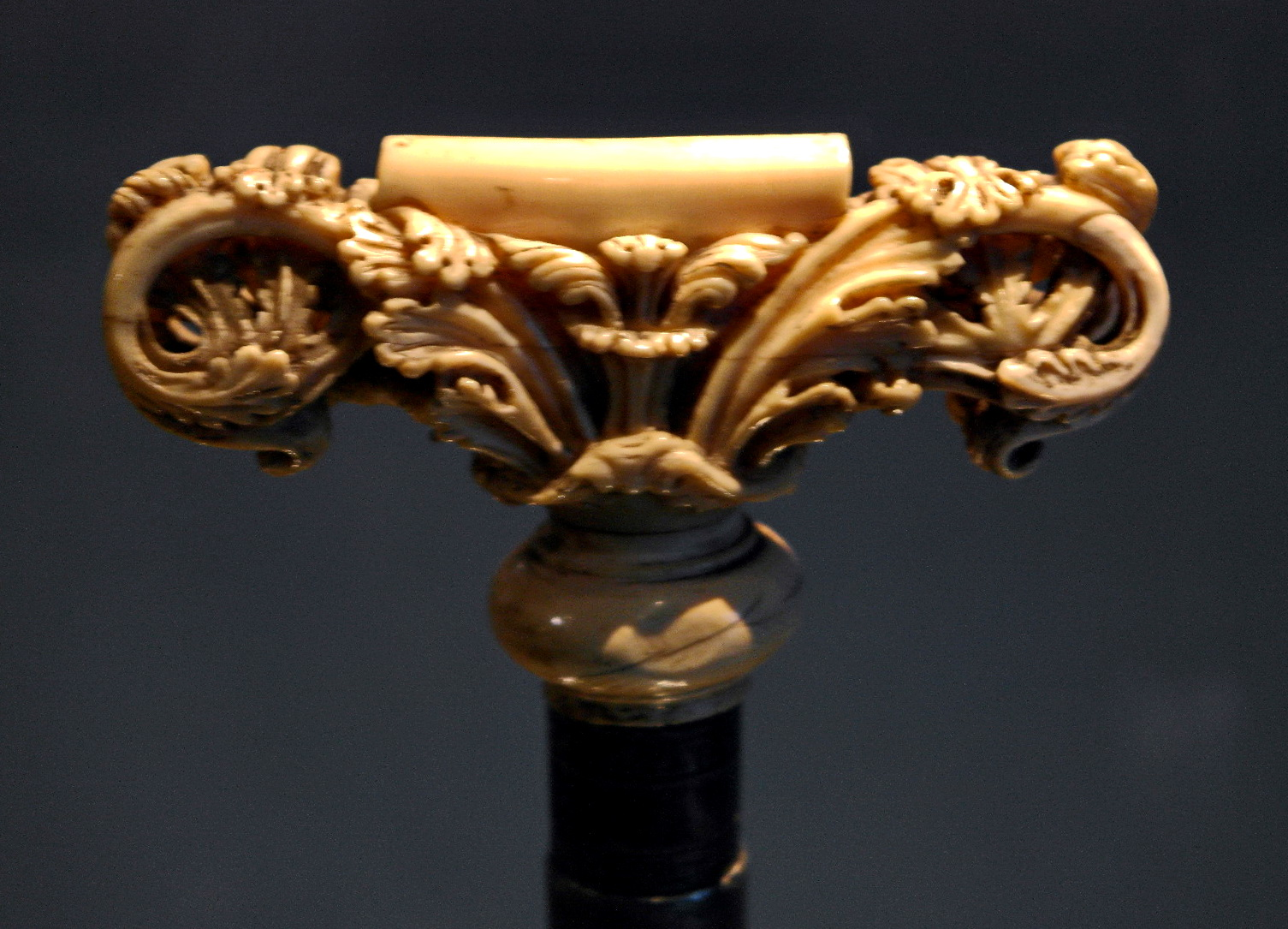
Detail van de pelgrimsstaf van Sint-Servaas (ivoor, 9e eeuw)

De voornaamste voorwerpen in de schatkamer die in verband worden gebracht met het leven van de heilige Servatius zijn:
- de zogenaamde 'sleutel van Sint-Servaas': gegoten zilveren siersleutel uit begin 9e eeuw, vanaf de middeleeuwen het vaste attribuut van de heilige en kenteken van het kapittel;[21]

- het zogenaamde 'borstkruis van Sint-Servaas': houten reliekenkruis, gevat in goud en zilver en met email en edelstenen versierd, met een ivoren corpus, waarschijnlijk uit de eerste helft van de 11e eeuw;[22]

- het draagaltaar van Sint-Servaas: reisaltaar bestaande uit serpentijnsteen met zilverbeslag (12e eeuw);[23]
- de drinknap van Sint-Servaas: Romeins millifioriglas (1e eeuw), met bijbehorende zilveren ananasbeker (17e eeuw);[24]
- de reiskelk en pateen van Sint-Servaas: zilveren beker en schaaltje (13e eeuw);[25]
- de pelgrimsstaf van Sint-Servaas: houten staf met zilverbeslag en bewerkte ivoren kruk (9e eeuw);[26]
- de kromstaf van Sint-Servaas: houten bisschopsstaf met krul van ivoor en zilver (12e eeuw). Deze verving de oorspronkelijke kromstaf, die in de 10e eeuw aan Quedlinburg was afgestaan;[27]
- het zegel van Sint-Servaas: bewerkte bloedsteen in zilveren vatting (13e-15e eeuw).[28]

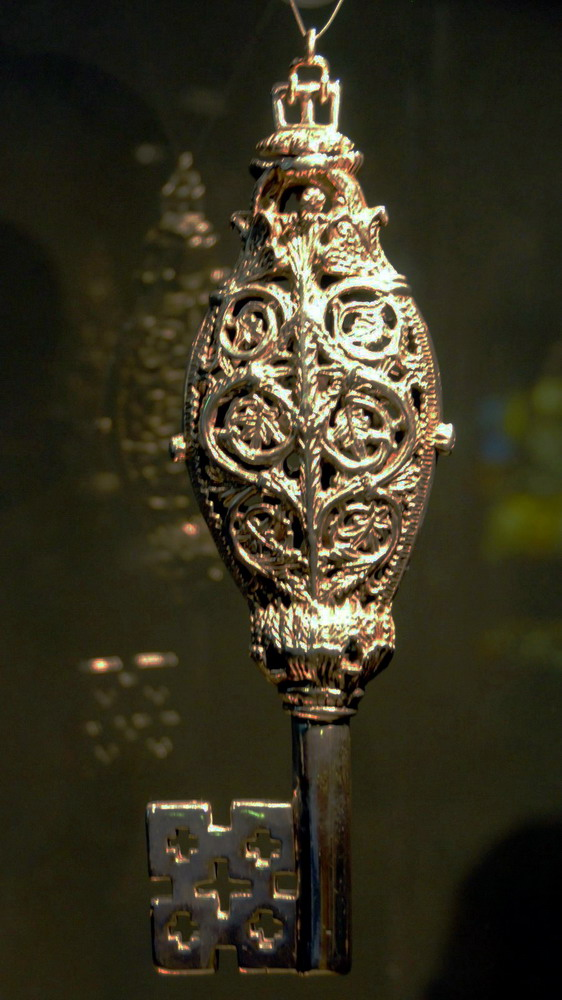
Sleutel van Sint-Servaas
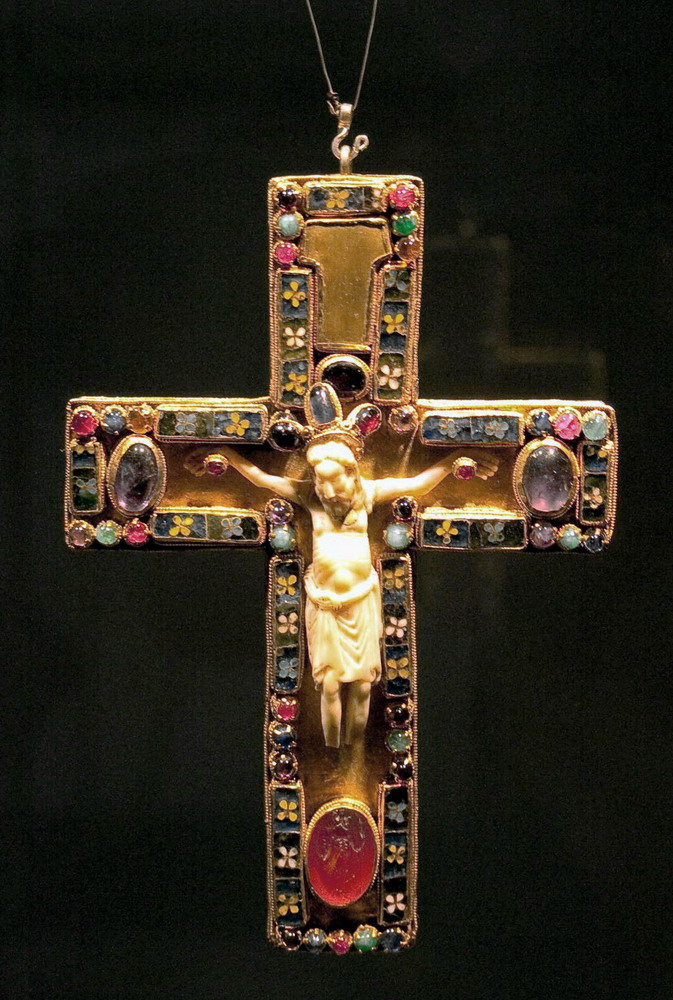
Borstkruis Sint-Servaas
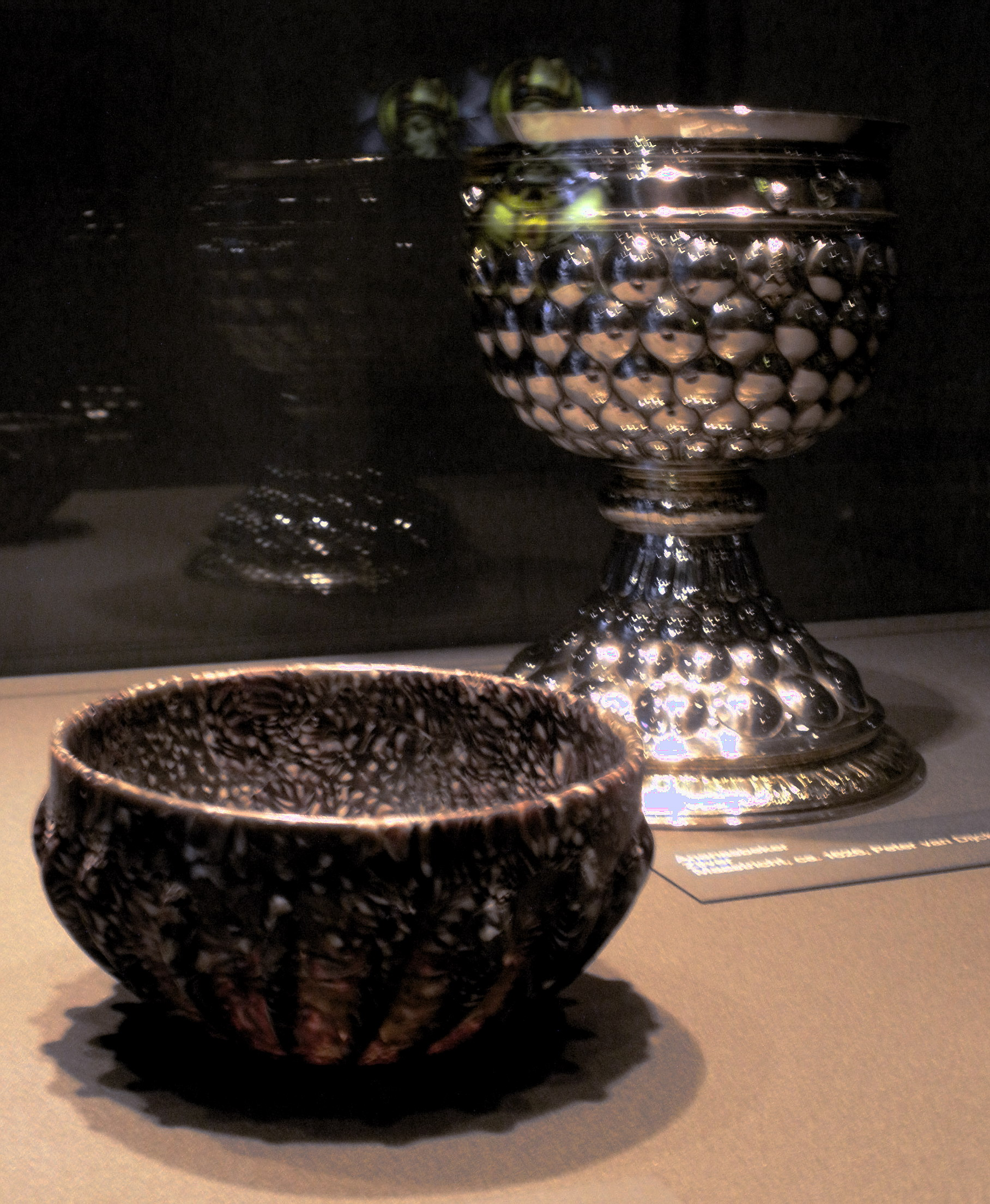
Drinknap van Sint-Servaas
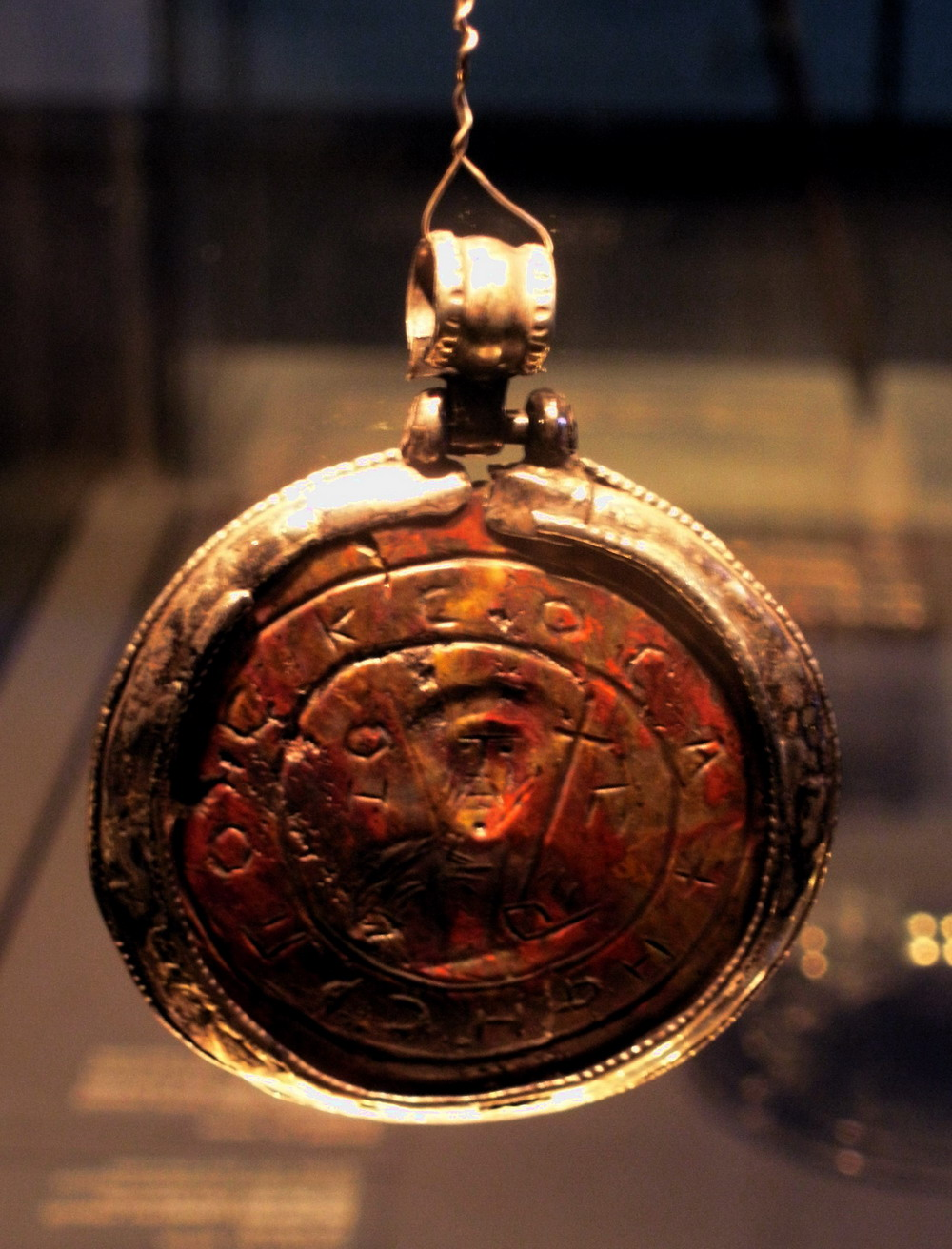
Zegel van Sint-Servaas

### Relieken en reliekhouders

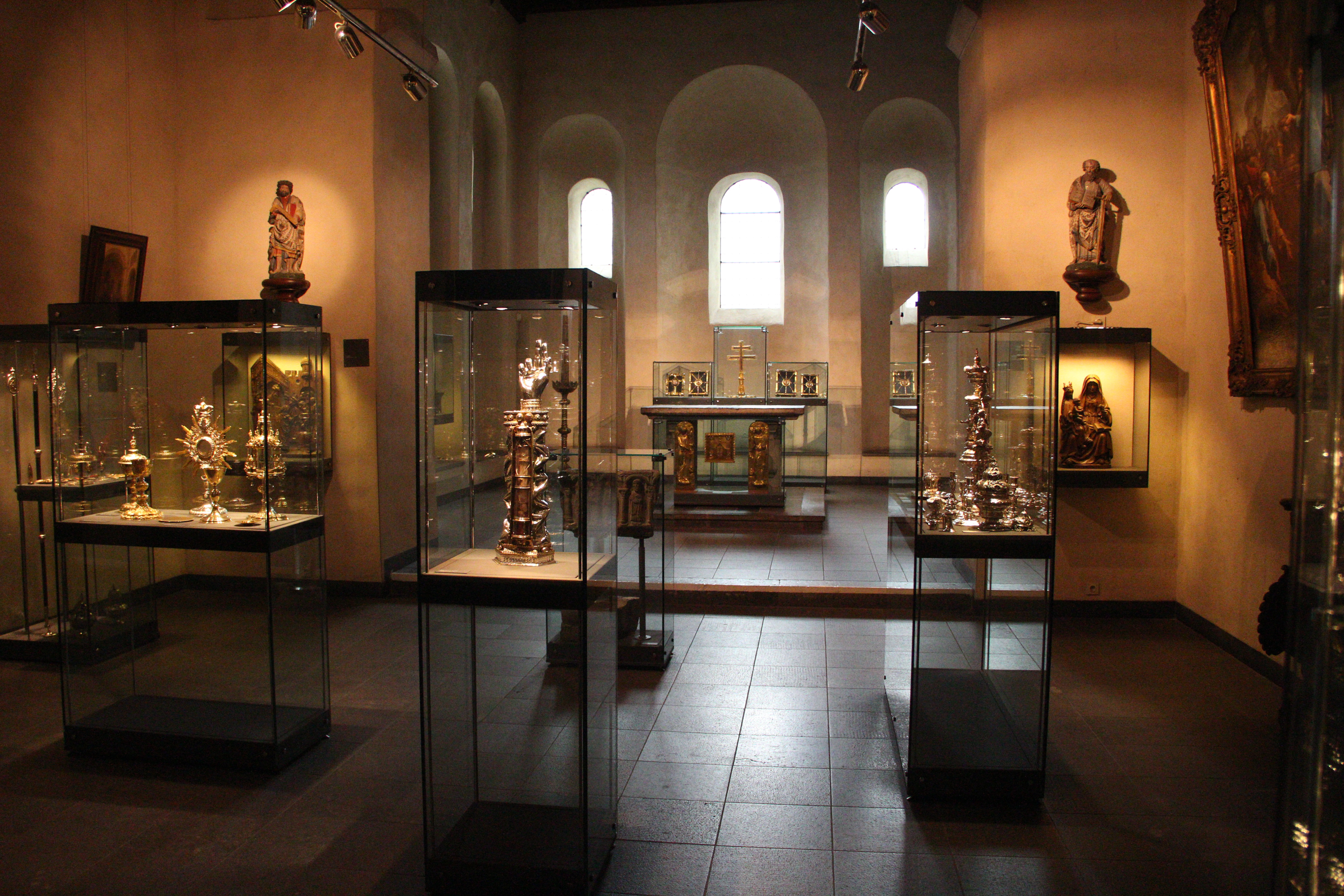
Reliekhouders in de bovenkapel

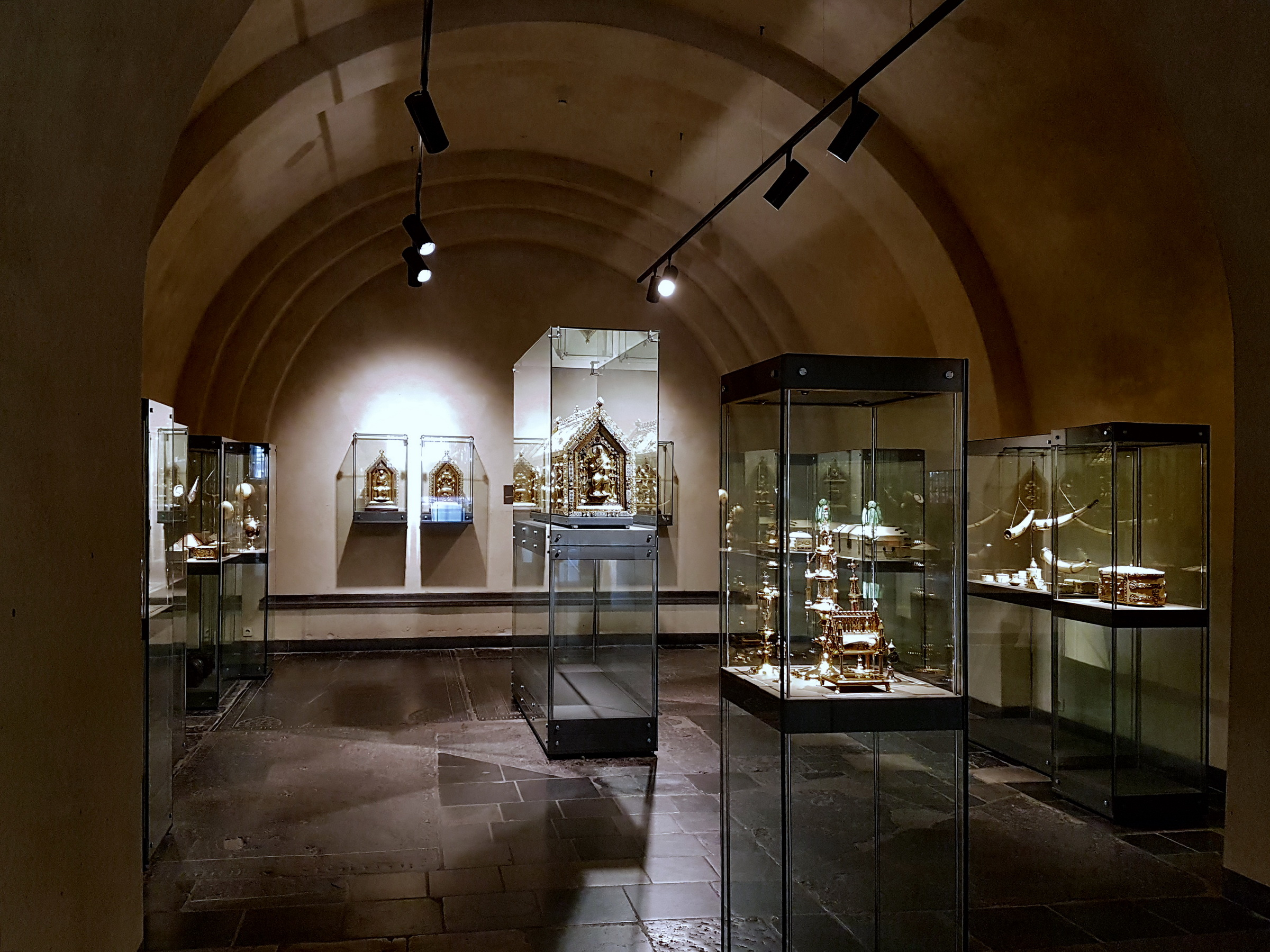
Reliekhouders in de benedenkapel

De voornaamste reliekhouder in de kerkschat, de Noodkist van Sint-Servaas, bevindt zich sinds 2020 niet langer in de schatkamer, maar in het noordertransept van de kerk, samen met kopieën van de Brusselse pendanten. Een ander belangrijk kunstvoorwerp dat relieken van Sint-Servaas bevat is het borstbeeld van de heilige, dat centraal in de benedenkapel staat opgesteld (anno 2022 in restauratie). Andere reliekhouders, waaronder het patriarchaal kruis, worden in de bovenkapel getoond. Hier bevindt zich een uitgebreide verzameling antropomorfe reliekhouders (in de vorm van hoofden, armen en voeten), ostensoria, tafelreliekhouders, ivoren reliekenkistjes, reliekhoorns en bewerkte struisvogeleieren en kokosnoten. De belangrijkste zijn:
- het borstbeeld van Sint-Servaas: verguld zilveren reliekhouder in de vorm van een portretbuste, geschonken door de hertog van Parma na de inname van Maastricht in 1579, waarbij het oorspronkelijke borstbeeld grotendeels verloren ging. De acht bewerkte zilveren plaquettes met scènes uit het leven van de heilige, afkomstig van het oorspronkelijke beeld, bevinden zich in het Museum für Kunst und Gewerbe in Hamburg. Een deel van de schedel van de heilige zou zich nog steeds in het beeld bevinden;

- het patriarchaal kruis: een 73 cm hoge zilveren patriarchaal kruis met relieken van het Heilig Kruis, waarvan de voet rond 1490 werd vervaardigd door de Maastrichtse zilversmid Meester Ulrich Peters. Het kruis zelf is waarschijnlijk ouder;

- de Thomasarm: een 71 cm hoge zilveren reliekhouder in de vorm van een arm met een kristallen cilinder waarin zich een armbot van de apostel Thomas zou bevinden. Het reliek zou omstreeks 1100 door Godfried van Bouillon geschonken zijn en bevond zich aanvankelijk in een andere reliekhouder, die in de 15e eeuw werd vervangen.

- Verder kunnen genoemd worden: enkele reliekdoosjes met emaille uit Limoges (12e/13e eeuw), een verzameling reliekhoorns en -kistjes van ivoor (13e/14e eeuw), een aantal runder- of oeroshoorns met zilverbeslag (14e/15e eeuw), een vijftal reliektafels van verguld koper (14e eeuw), drie zilveren reliekbustes van Johannes de Doper, de heilige Livinus en Sint-Lambertus (alle 14e eeuw), een groot aantal negentiende- en twintigste-eeuwse koperen reliekhouders en een aantal bijzondere reliekhouders in de vorm van een struisvogel- of casuariusei (14e/15e eeuw) en een rijkversierde kokosnoot (17e eeuw).

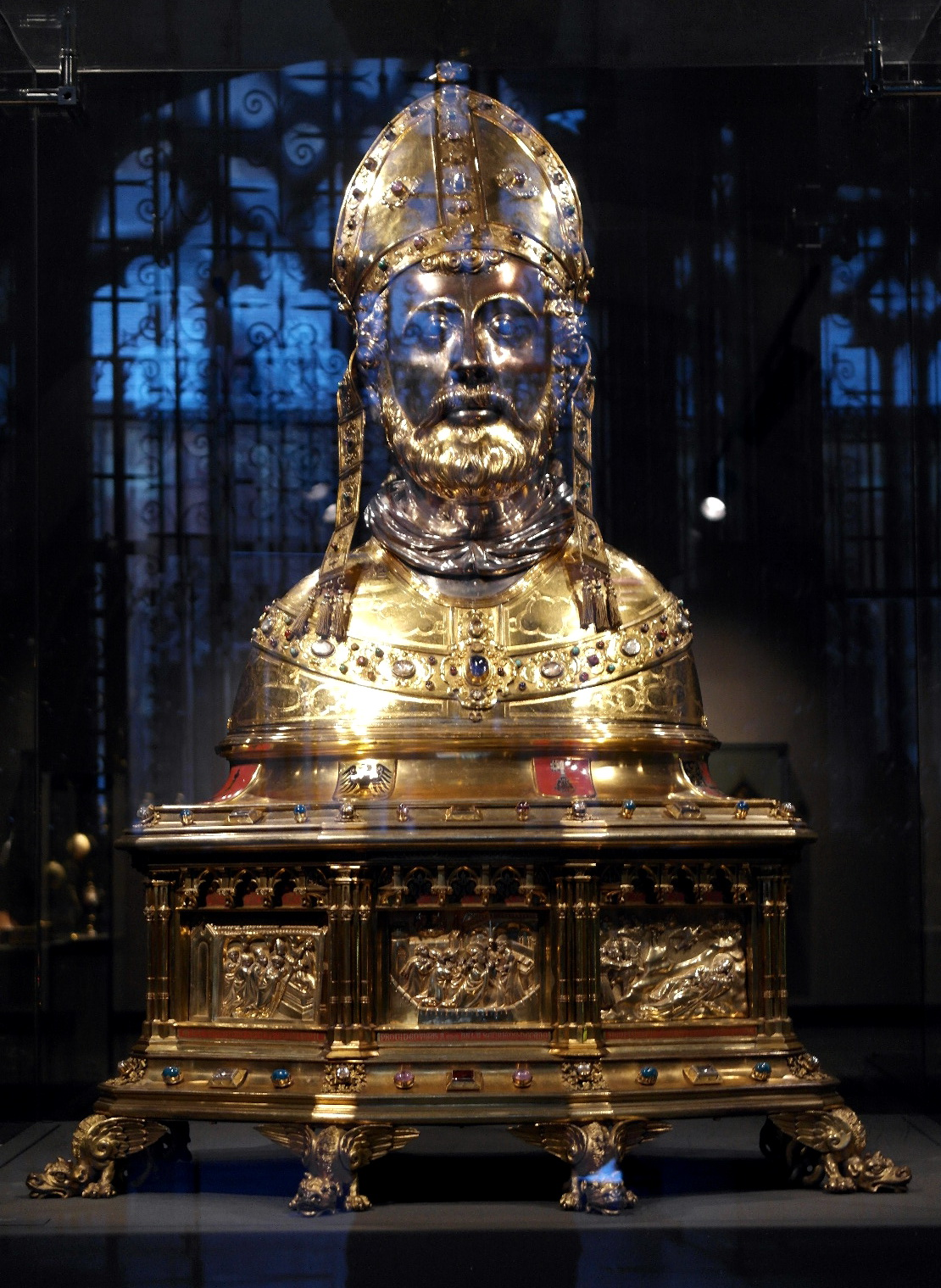
Borstbeeld Sint-Servaas
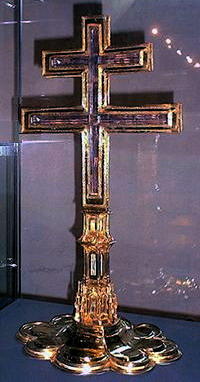
Patriarchaal kruis
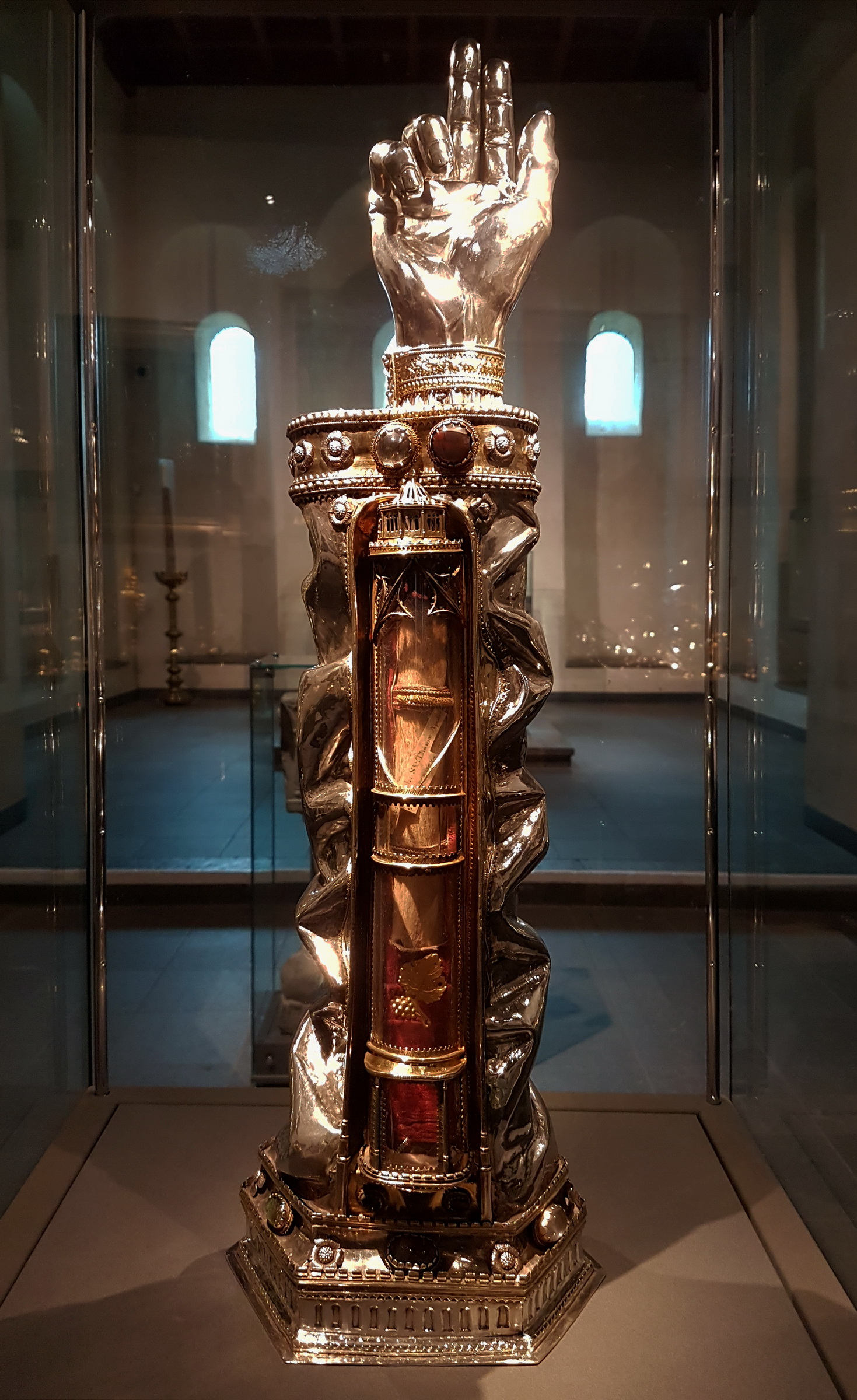
Thomasarm
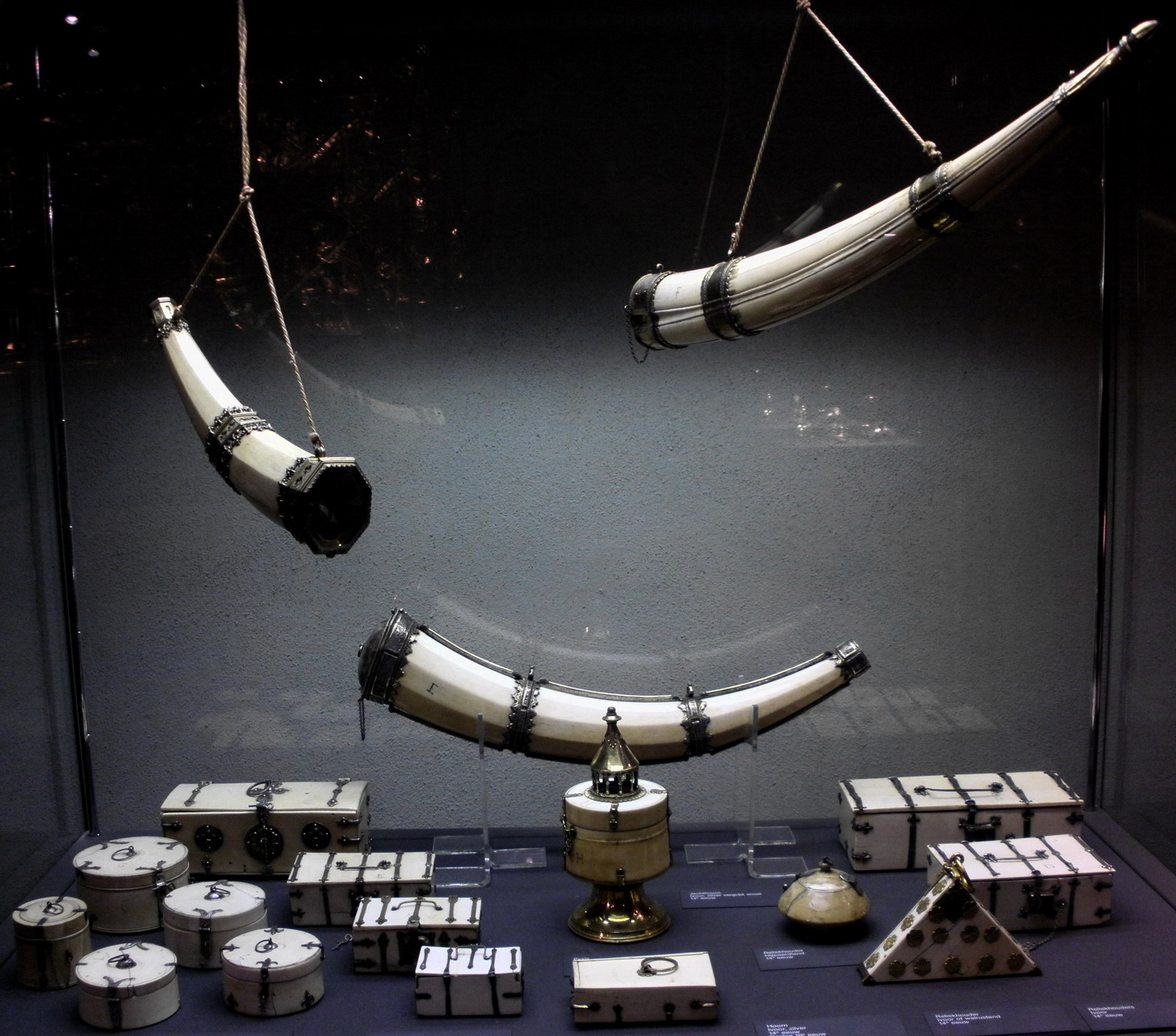
Ivoren reliekhouders

### Liturgische voorwerpen
Dit is het deel van de kerkschat dat het meest geleden heeft onder de secularisering tijdens de Franse tijd. Veel gouden en zilveren voorwerpen werden toen omgesmolten om aan de heffingen te voldoen, die aan het kapittel waren opgelegd. Toch zijn nog diverse voorwerpen uit de middeleeuwen bewaard gebleven, waaronder enkele zeer oude kruisen. De meeste kelken en monstransen dateren uit de baroktijd, waarbij een aantal voorwerpen van Maastrichtse makelij. Bijzonder is het feit dat de Lutherse kerk van Maastricht haar avondmaalzilver aan de schatkamer in bruikleen heeft gegeven.

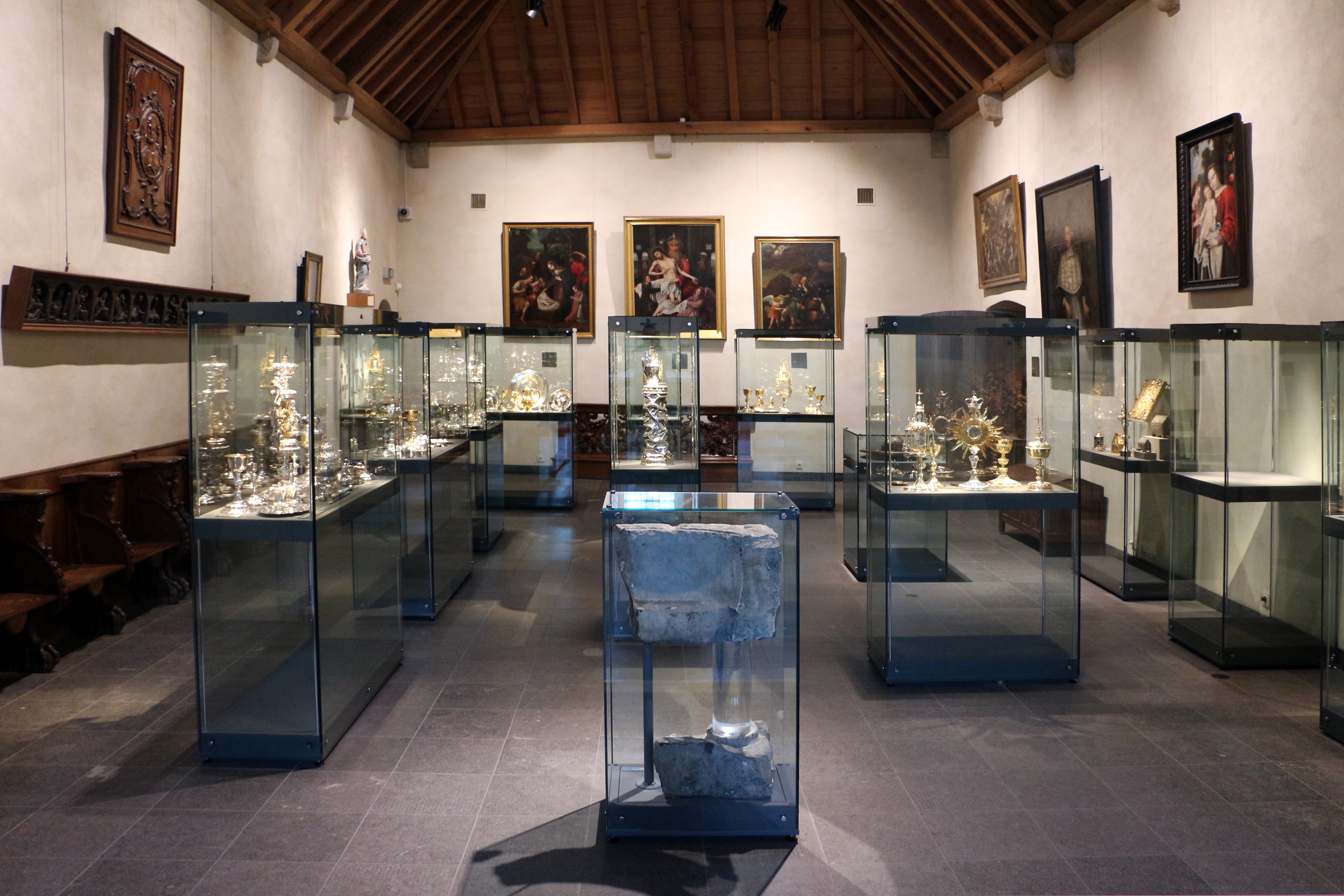
Overzicht afdeling liturgisch vaatwerk
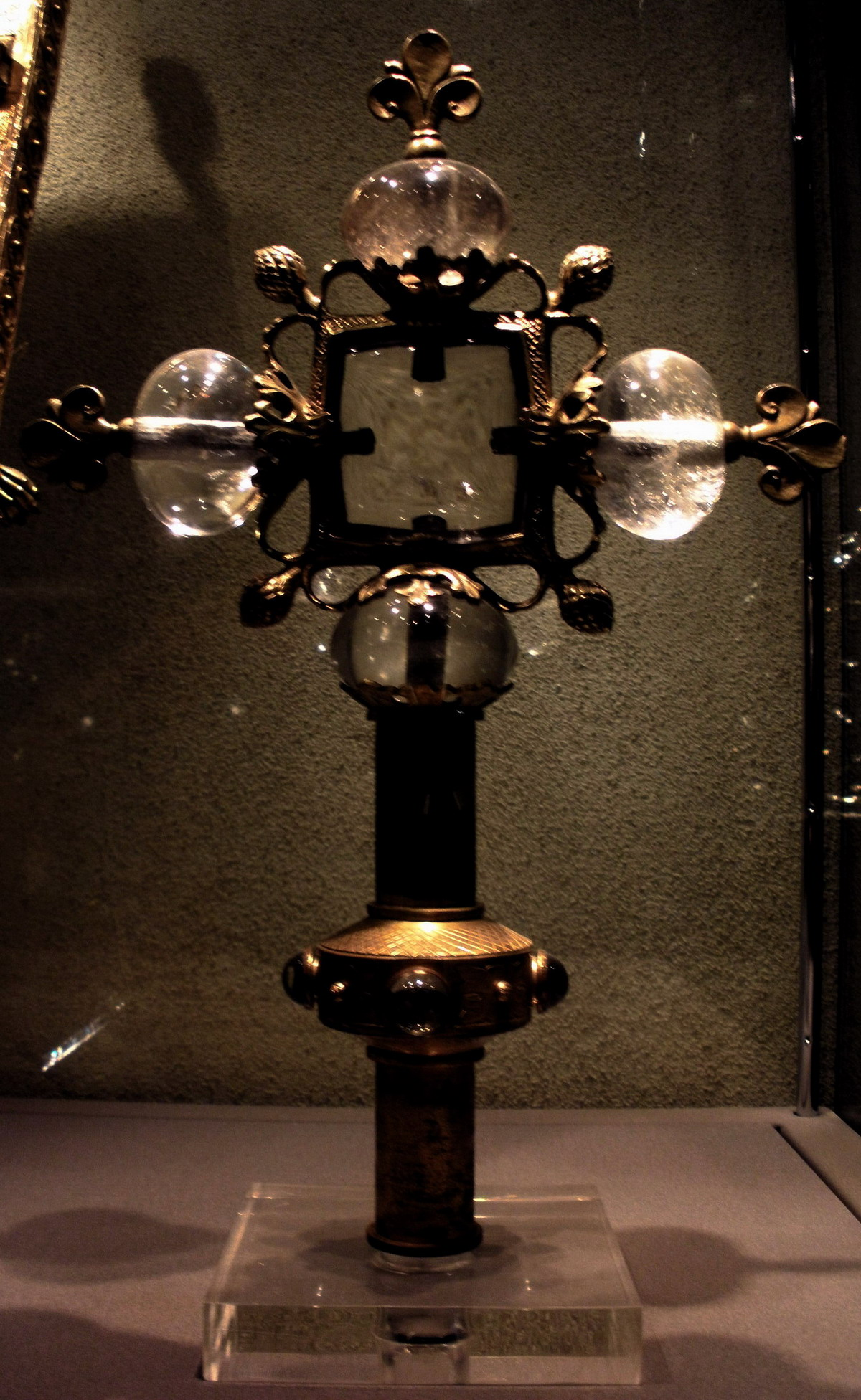
Maaslands Processiekruis, 12e eeuw
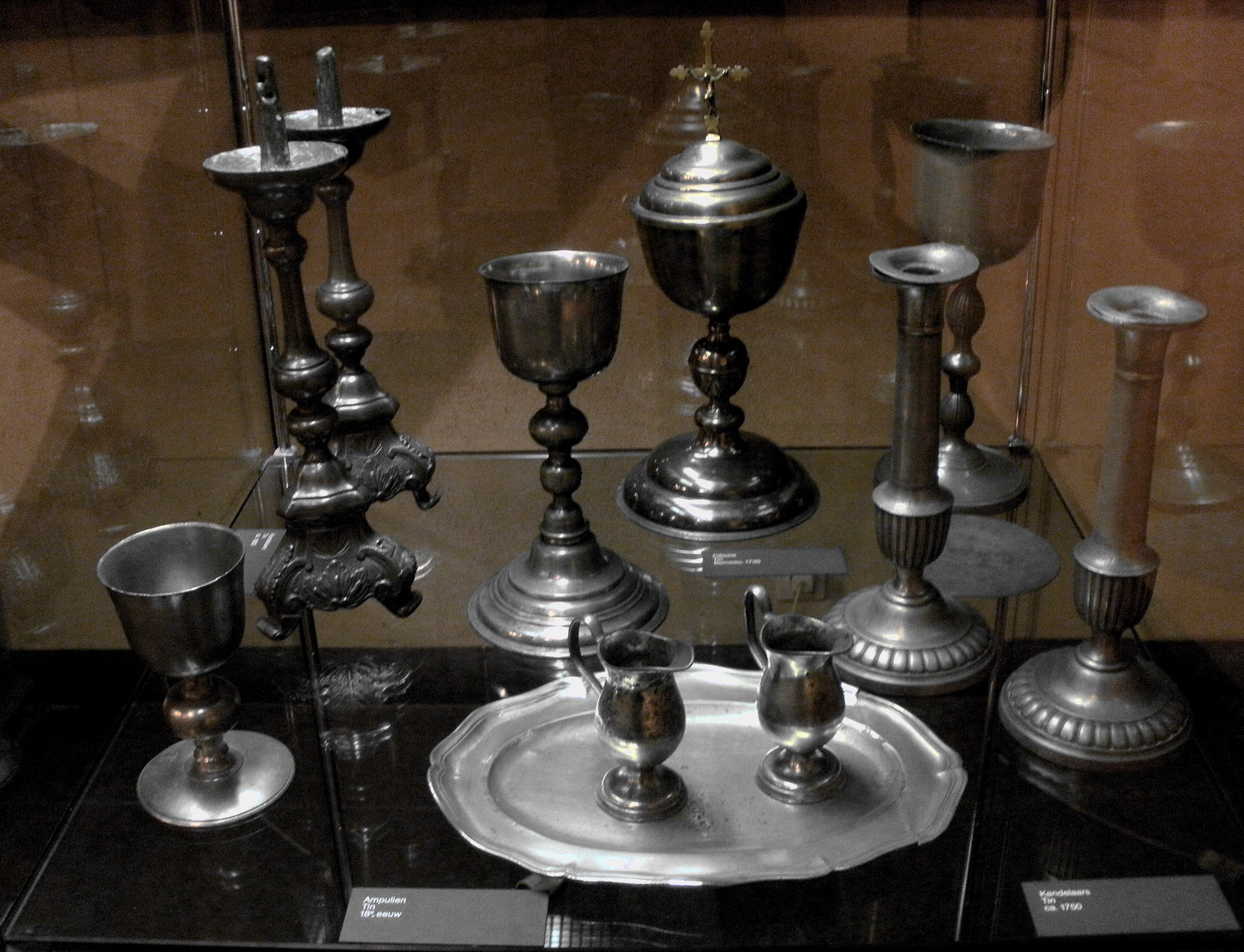
Liturgische voorwerpen van tin
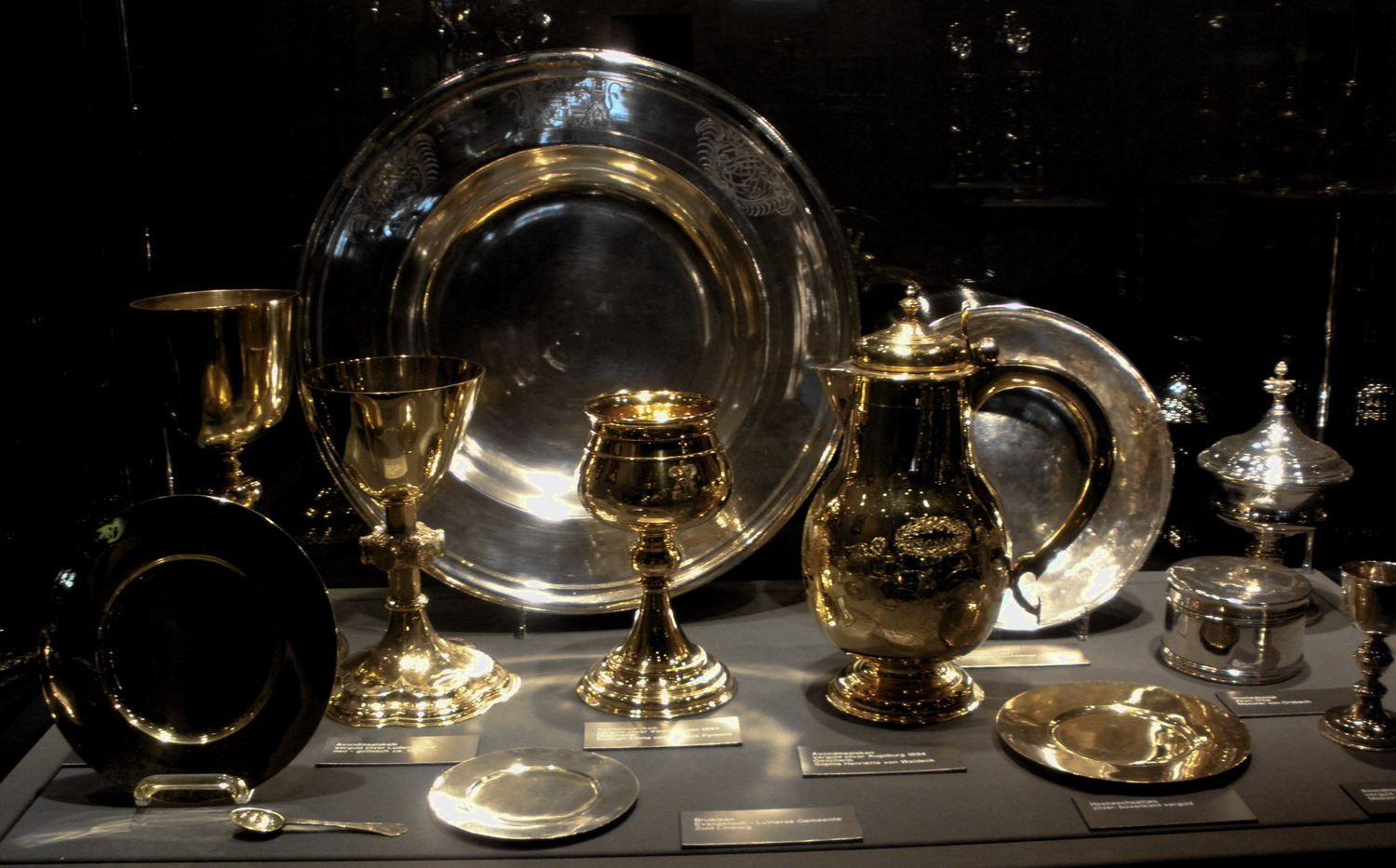
Evangelisch-Luthers avondmaalzilver

### Textielschat

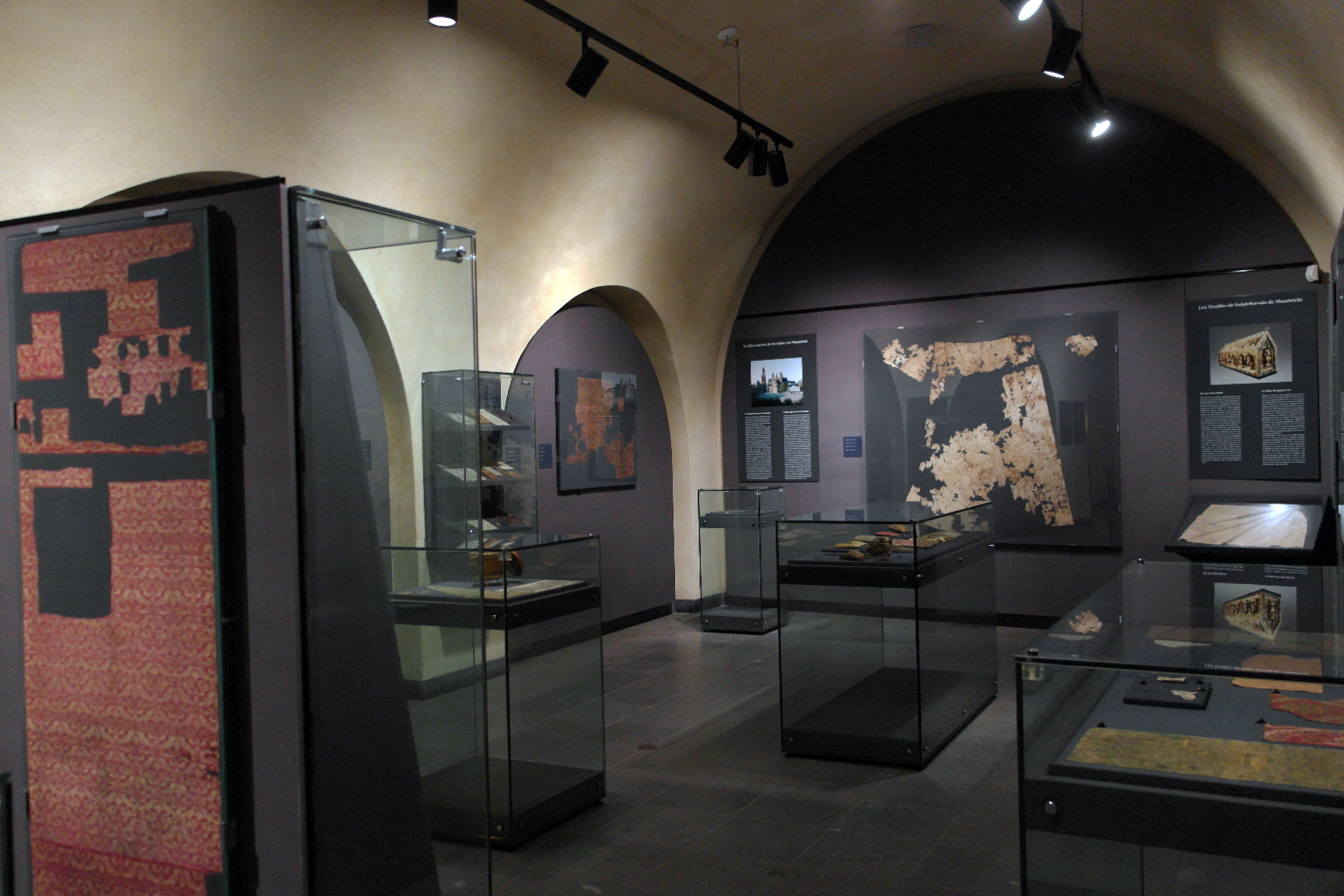
Overzicht afdeling textilia

Ondanks het feit dat de drie hemelse doeken in 1579 verloren gingen, geldt de middeleeuwse textielschat van de Sint-Servaaskerk als een van de belangrijkste ter wereld. Van 1989-1991 werd de schat kosteloos gerestaureerd, geconserveerd en gedocumenteerd door specialisten van de Zwitserse Abegg-Stiftung in Riggisberg. In het deel van de bovenkapel waar de textielschat is tentoongesteld bevindt zich een plaquette waarop het bestuur van de basiliek en de schatkamer hun erkentelijkheid uitdrukken. Dit gedeelte van de schatkamer is deels verduisterd om de kwetsbare stoffen te beschermen. Tot de topstukken behoren de zogenaamde albe van Sint-Servaas (afkomstig uit de Noodkist) en het kleed van Monulfus. Verder tal van vroeg-middeleeuwse zijden stoffragmenten uit Constantinopel, Egypte en Centraal-Azië en diverse middeleeuwse stoffen uit het Maas-Rijngebied, Spanje, Italië en het Midden-Oosten.

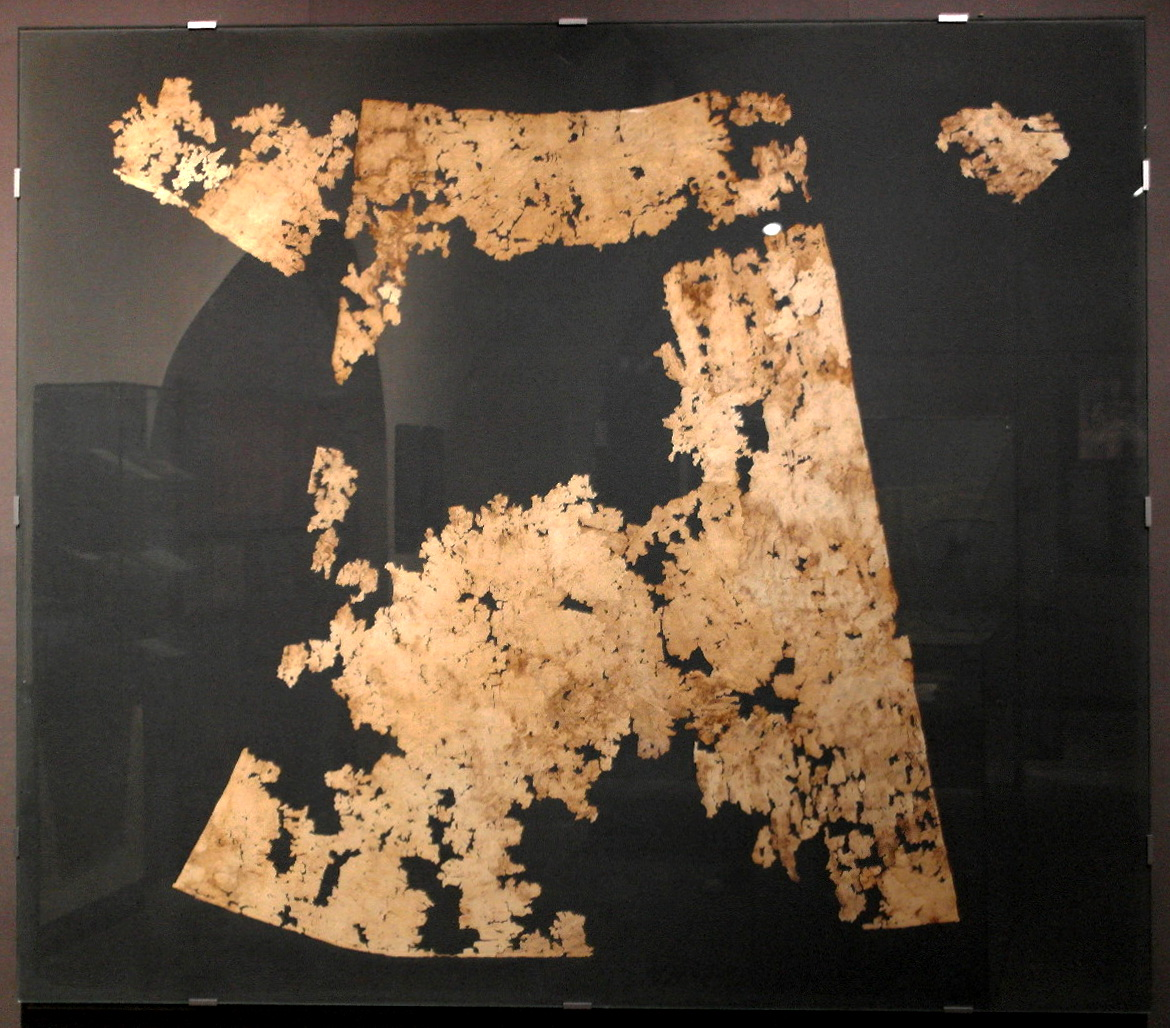
Albe van Sint-Servaas
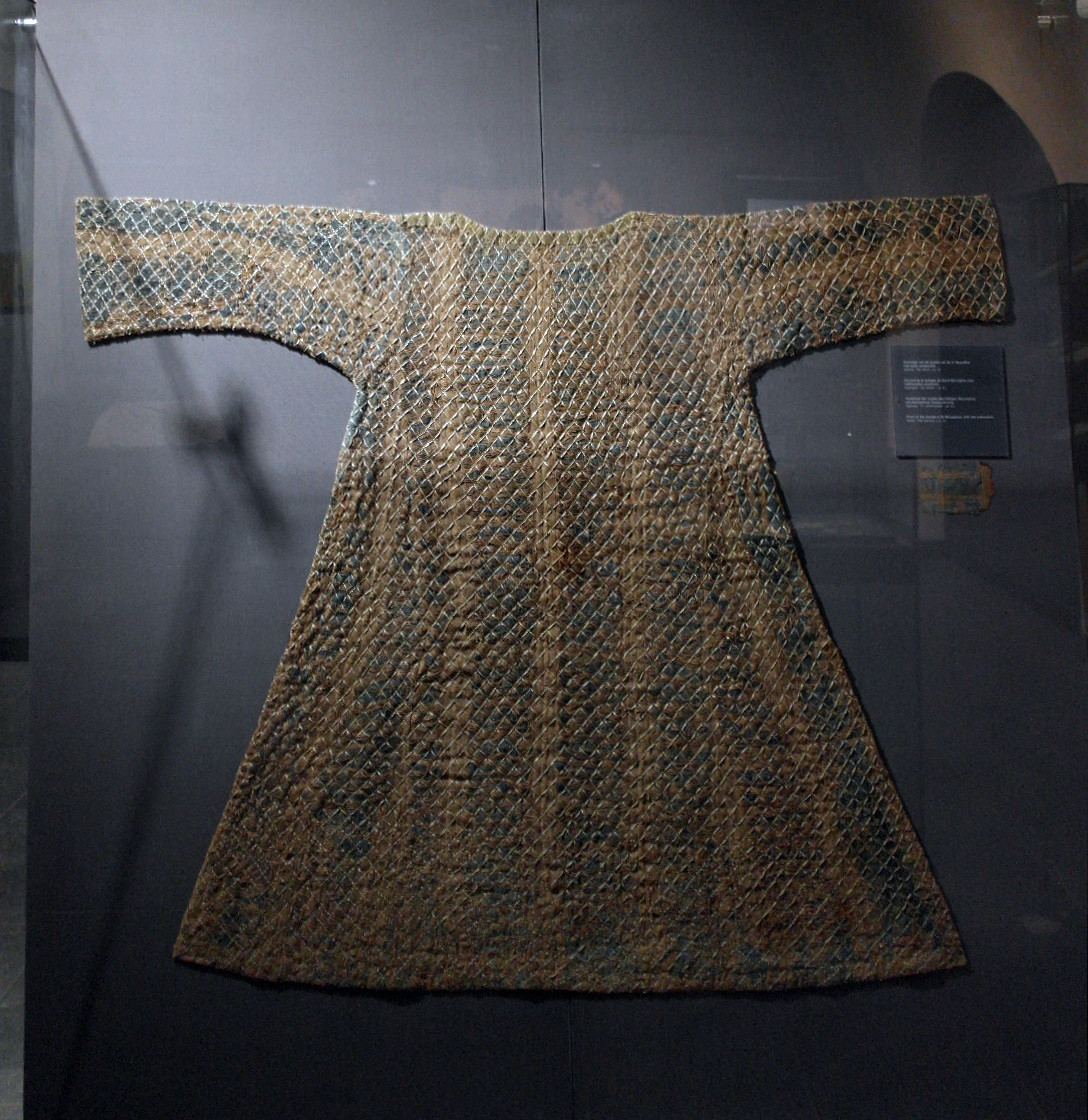
Kleed van Monulfus
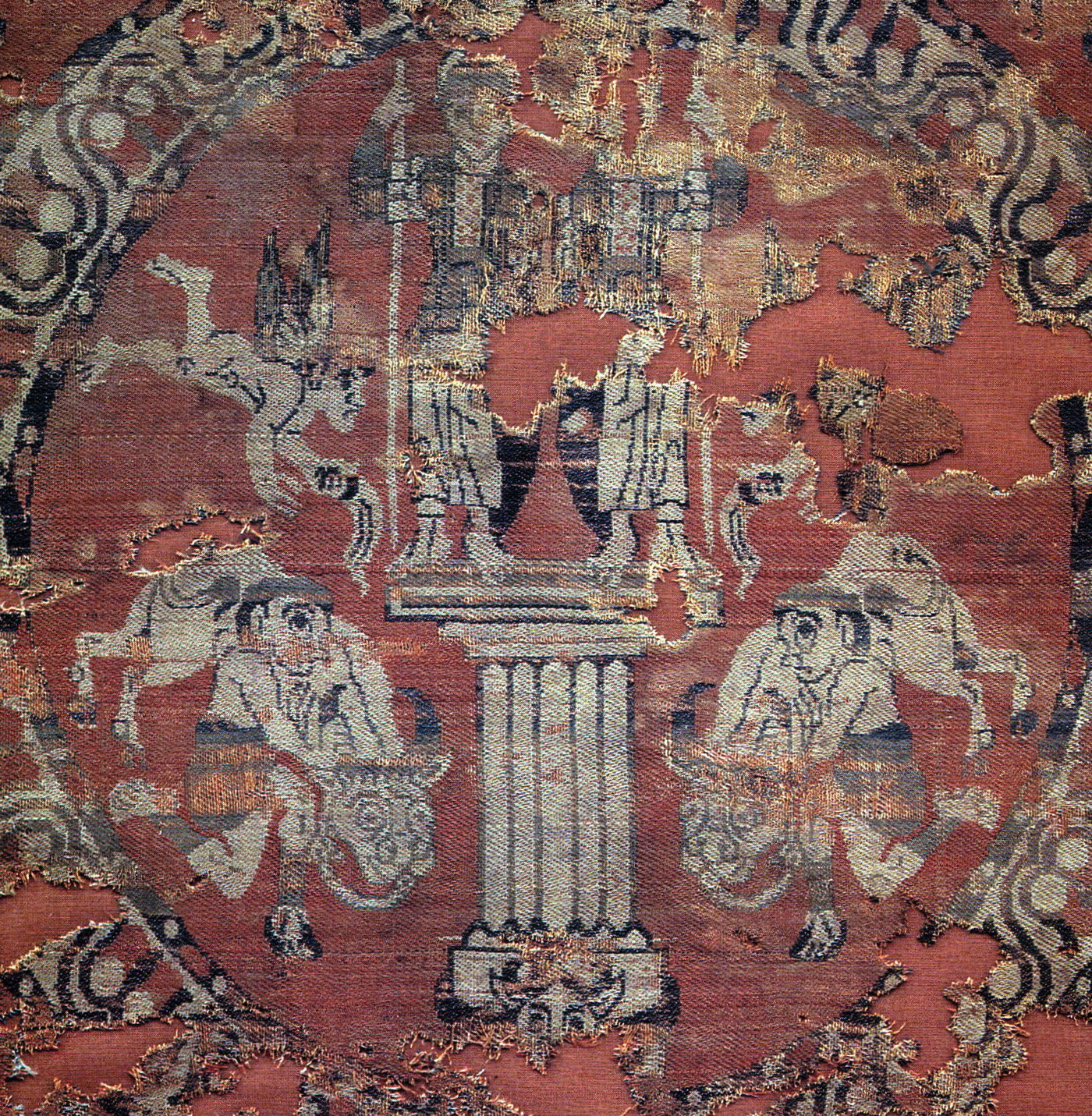
Dioscurenstof
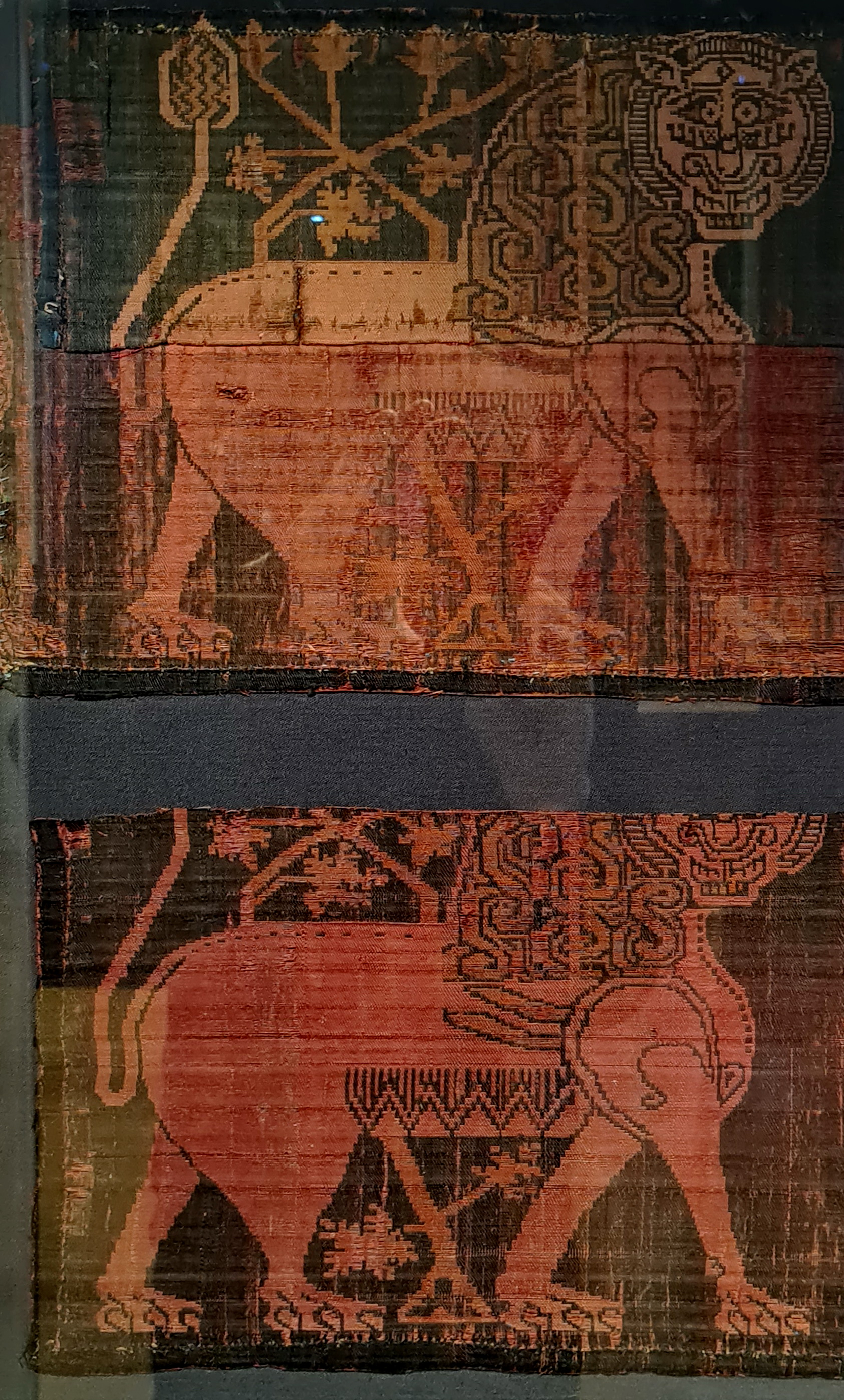
Zijde met leeuwenmotief

### Kunstcollectie
De kunstcollectie van de Schatkamer van Sint-Servaas bestaat uit een verzameling schilderijen, etsen en gravures, boeken met illuminaties, houtsnijwerk, stenen beelden, ivoorsnijwerk, emaillekunst en edelsmeedkunst (hoewel die laatste categorieën deels samenvallen met de genoemde reliekhouders en liturgische voorwerpen). De collectie in de schatkamer vormt in feite één geheel met de schilderijen en beelden die zich elders in de kerk bevinden.

#### Schilderkunst
Veel kunstvoorwerpen zijn tijdens of kort na de periode van secularisatie (1797-1804) verloren gegaan. Zo bevindt een waardevol schilderij van het Vera Icon (het "ware aangezicht" van Jezus) uit de omgeving van Jan van Eyck zich thans in de Alte Pinakothek in München. Andere schilderijen zoals een 15e-eeuws paneel van de Maagschap van de Heilige Anna (inclusief Sint-Servaas, als klein jongetje) en een interieur van de kerk van de hand van Johannes Bosboom uit 1848/49 zijn relatief recente acquisities.

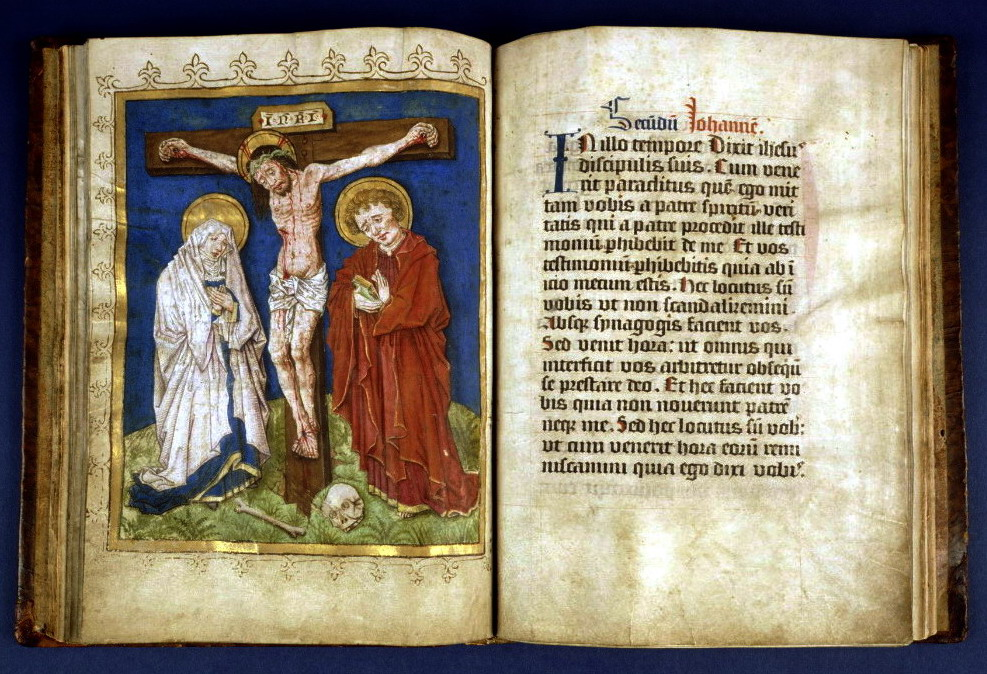
Miniatuur Kruisiging in Edenboek (15e eeuw)
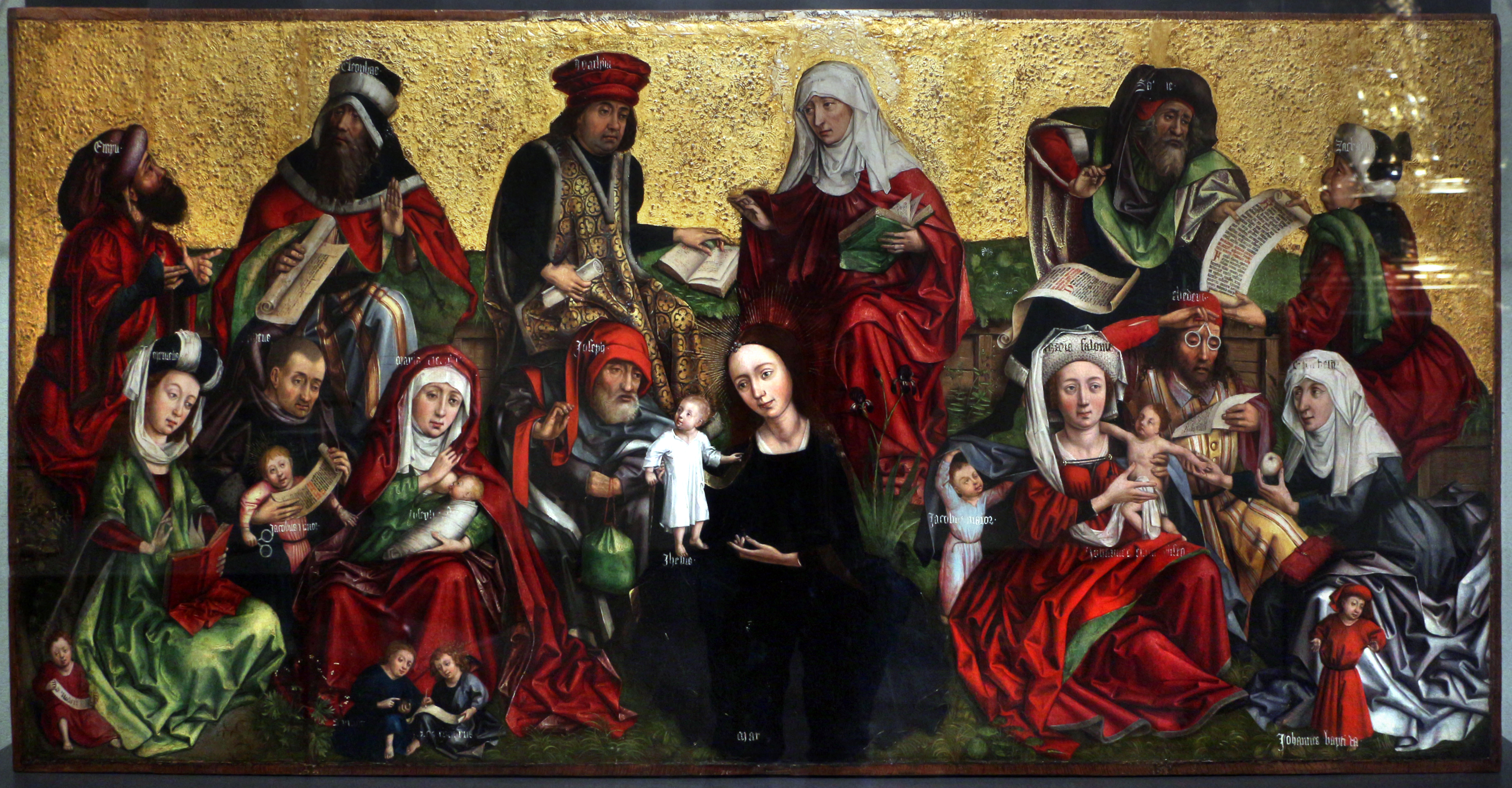
Maagschap van de H. Anna (anoniem, 15e eeuw)
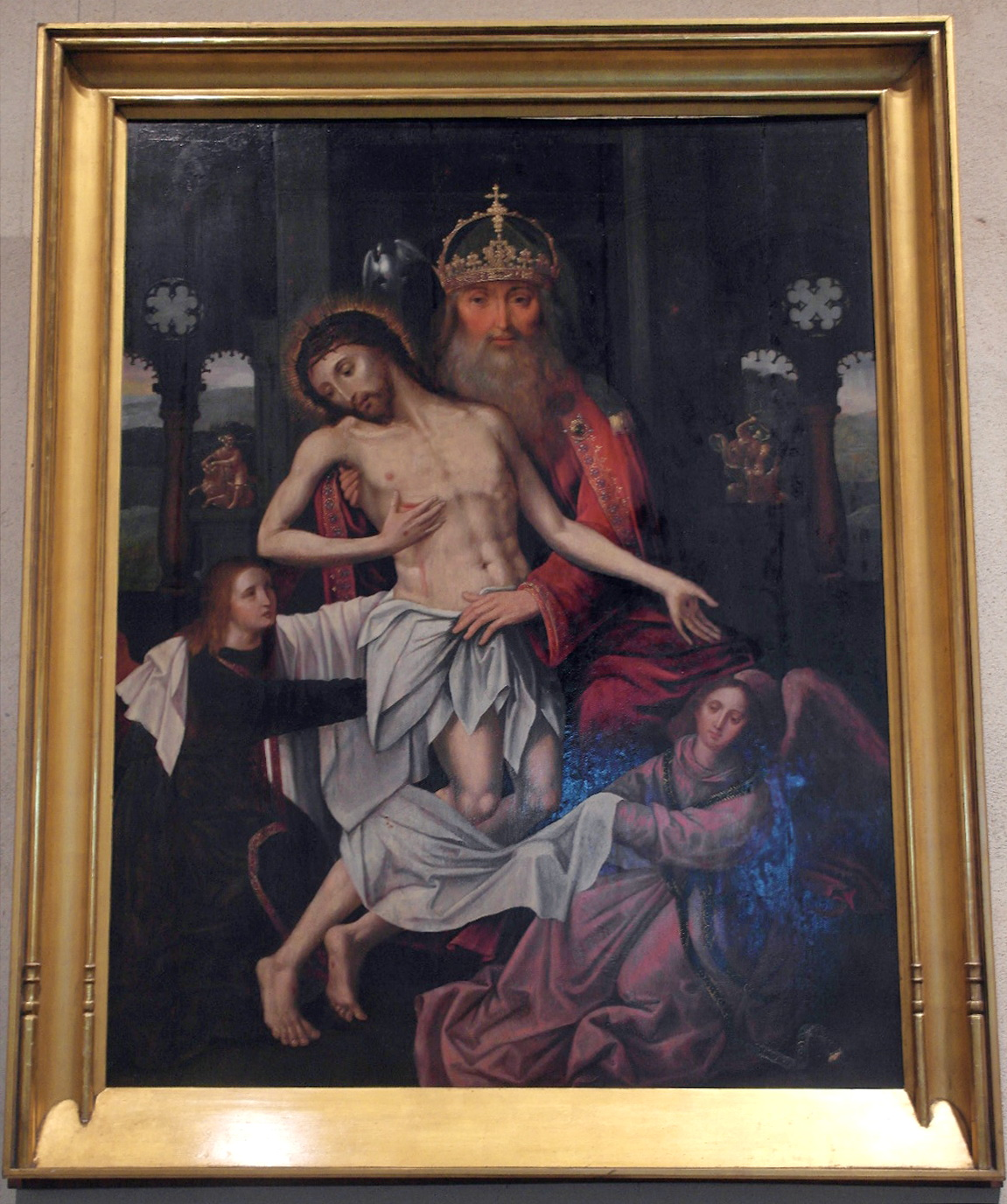
Heilige Drie-eenheid (Zuid-Nederlands?, 16e eeuw)
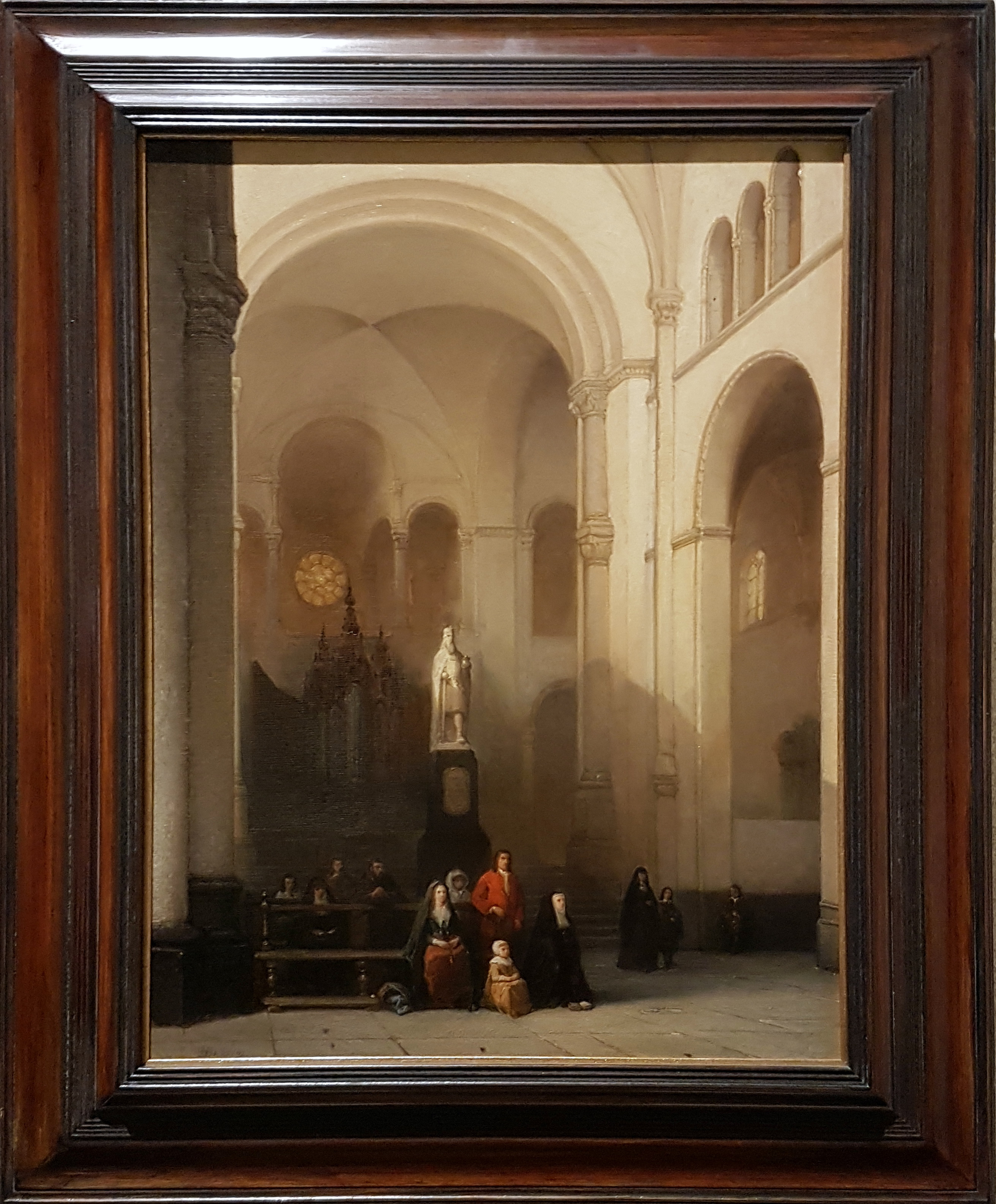
Westwerk Sint-Servaaskerk (J. Bosboom, 1848/49)

#### Beeldhouwkunst
De beelden en reliëfs zijn voornamelijk Maaslands of Zuid-Nederlands. Twee 12e-eeuwse verguld koperen reliëfs van staande engelen met wierookvaten bevonden zich oorspronkelijk in de kerkschat van de Onze-Lieve-Vrouwekerk. Twee gebeeldhouwde fragmenten van een hardstenen doopvont dateren uit dezelfde periode. Van de laatmiddeleeuwse beelden en reliëfs kunnen genoemd worden: een Anna te Drieën en een Johannes-evangelist uit het atelier van de Meester van Elsloo, een Christus voor Kaifas uit de omgeving van Tilman Riemenschneider en een apostelbalk met portretbustes van de twaalf apostelen (ca. 1500). Een aparte plaats wordt ingenomen door een verzameling metalen crucifixen, waarvan de oudste uit de 5e en 6e eeuw dateren.

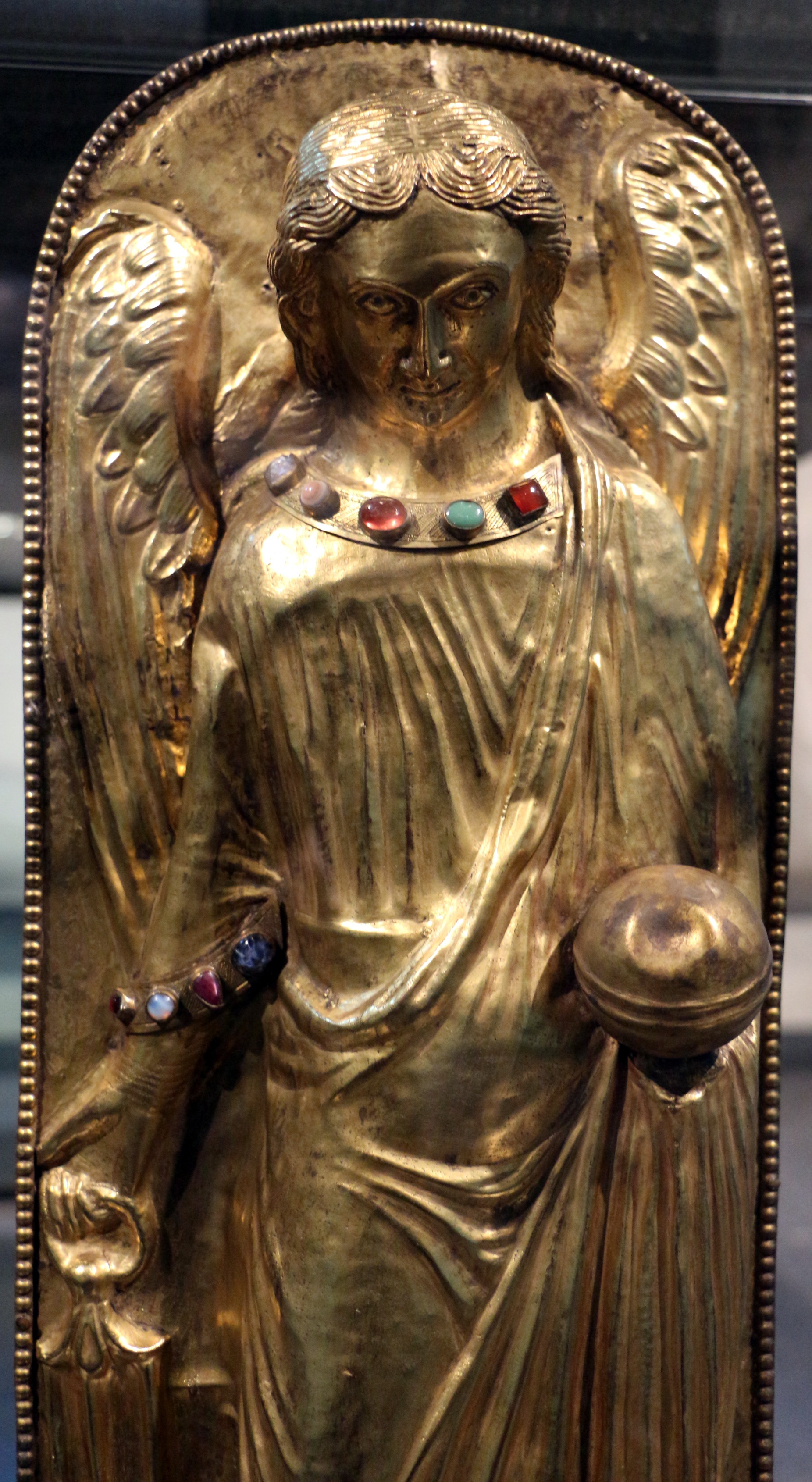
Engel, onderdeel van paar (Maaslands, 12e eeuw)
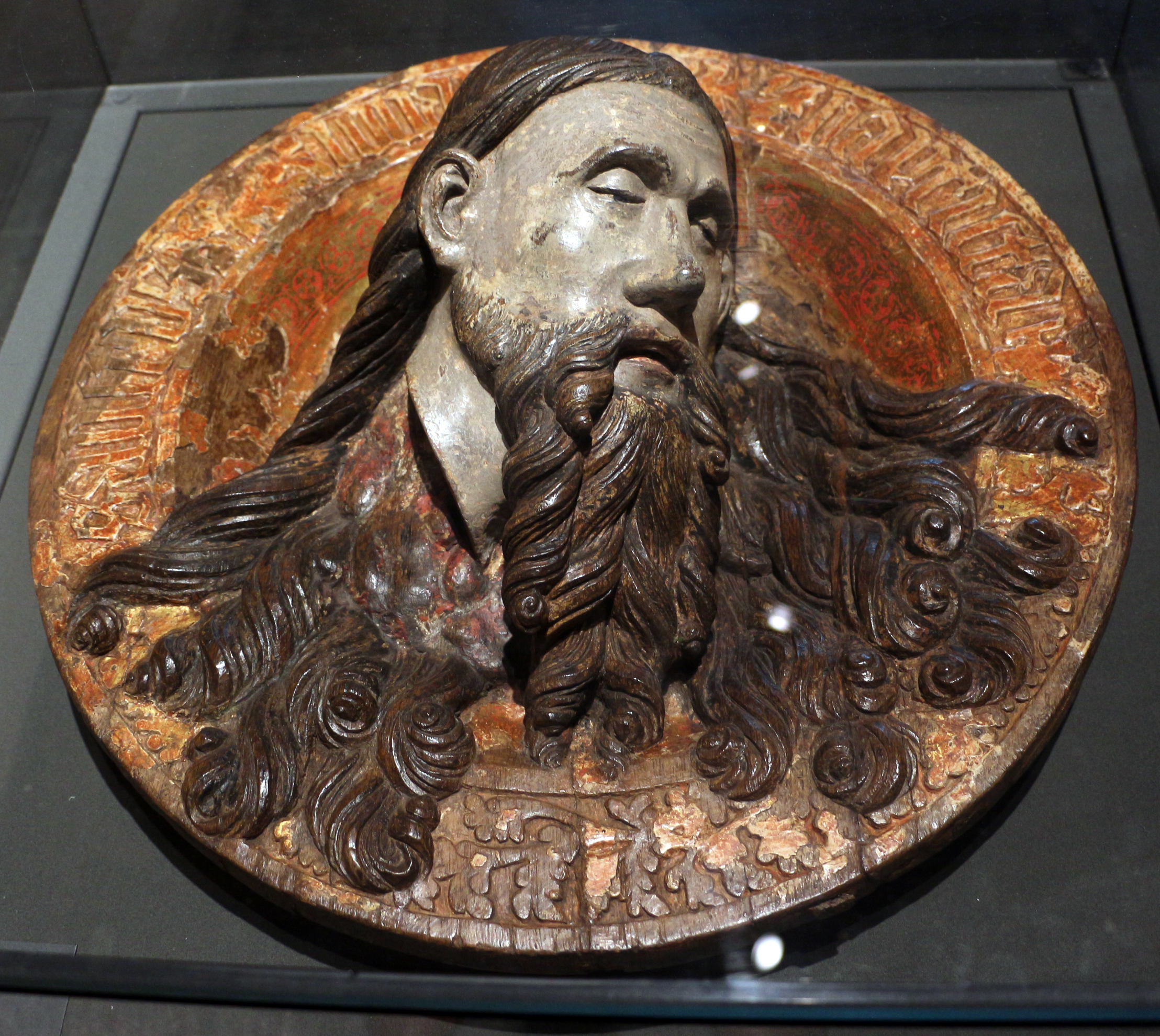
Schotel met hoofd Johannes de Doper (15e eeuw)
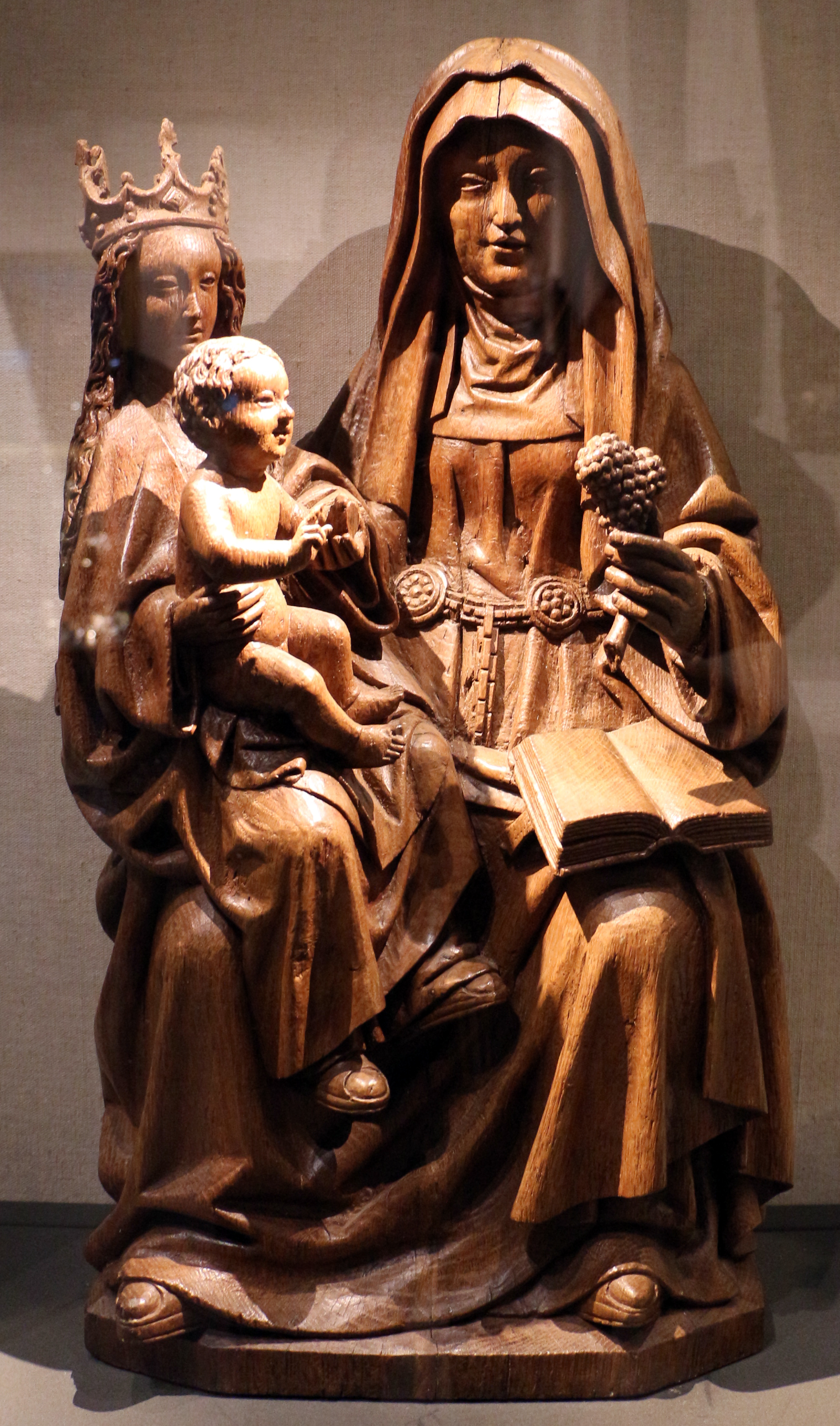
Anna te Drieën (Meester van Elsloo?, ca. 1500)
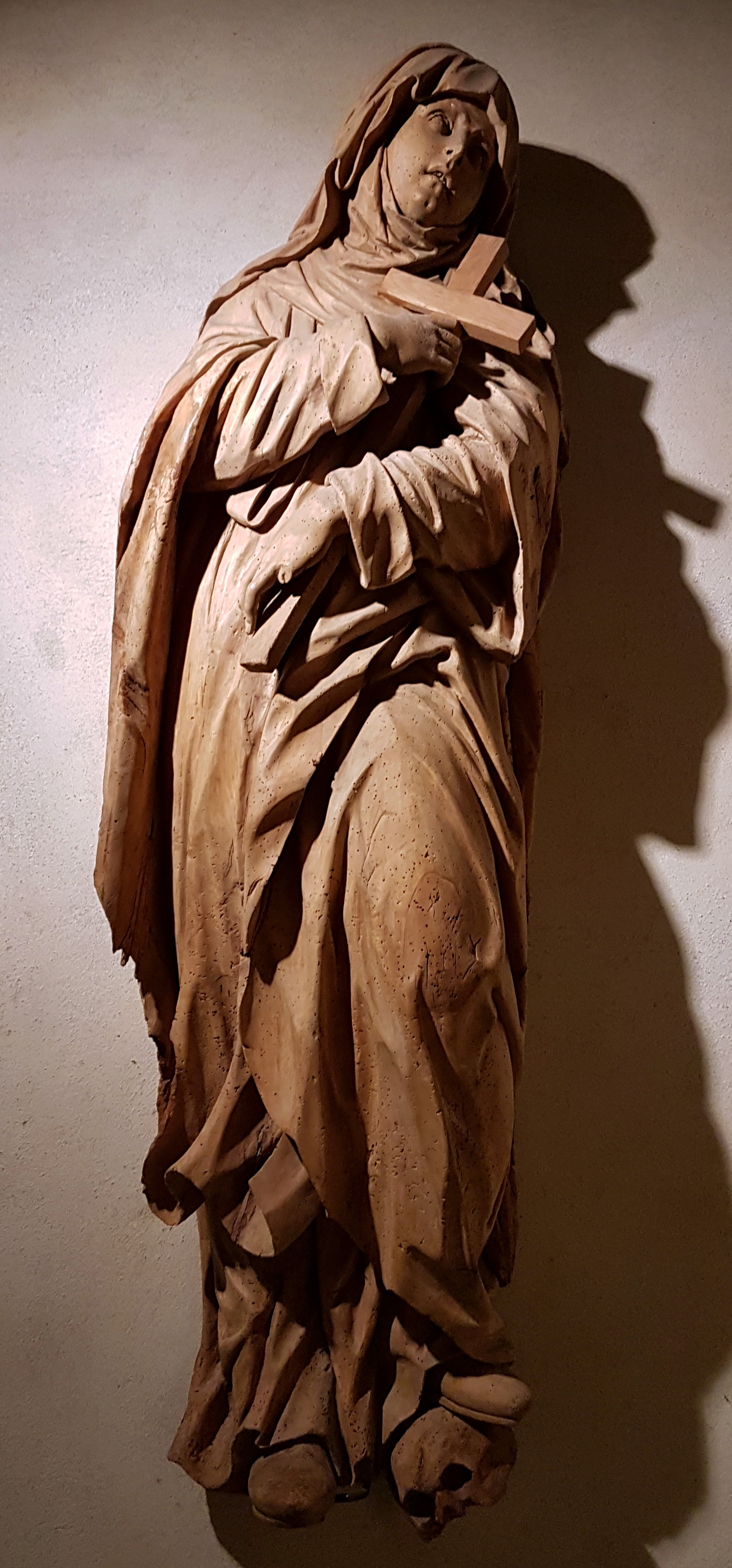
Heiligenbeeld, mogelijk Sint-Theresia (17e eeuw?)

#### Ivoorsnijwerk
De schatkamer bezit enkele middeleeuwse reliekenkistjes van ivoor, die soms uitbundig versierd zijn. Het fraaiste voorbeeld is een elfde- of twaalfde-eeuws kistje met dieren en menselijke figuren, dat mogelijk uit Zuid-Italië (Sicilië) komt en dat duidelijk Arabische invloeden vertoont.
In de verzameling ivoorkunst bevinden zich tevens enkele ivoren reliëfs, die deel uitmaakten van huisaltaars, triptiekjes, boekomslagen of andere devotionele voorwerpen. Een Annunciatie en Madonna met Kind is waarschijnlijk Frans (ca. 1340-50), een Kruisiging is wellicht eveneens Frans (15e eeuw) en een Aanbidding der Koningen is mogelijk Duits (15e eeuw). Een ivoren medaillon met een Ecce Homo in barokstijl is afkomstig uit de werkplaats van David Heschler uit Ulm.

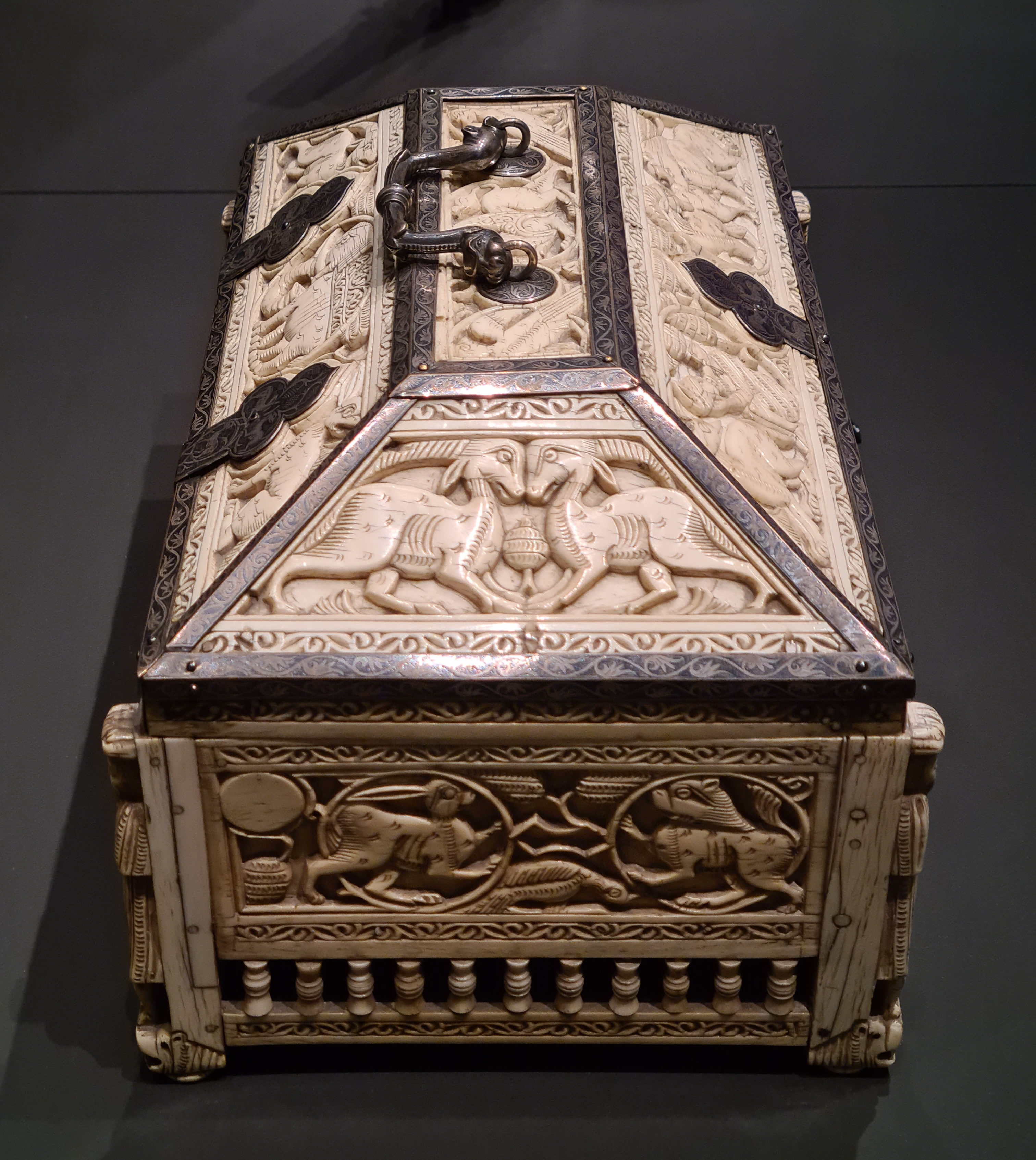
Ivoren kistje (Siculo-Arabisch, 11e eeuw)
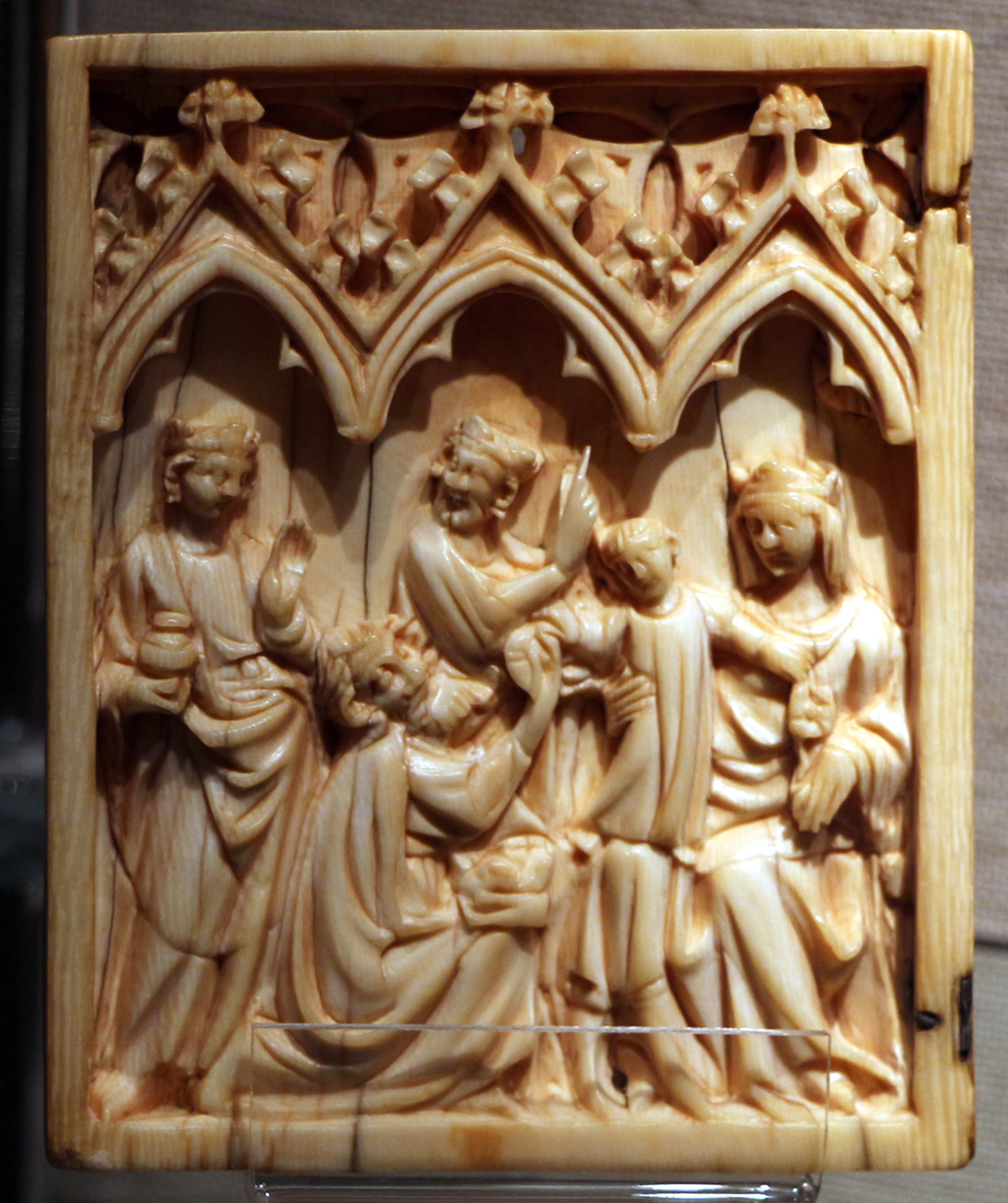
Reliëf met Aanbidding door de herders (Duits, 15e eeuw)
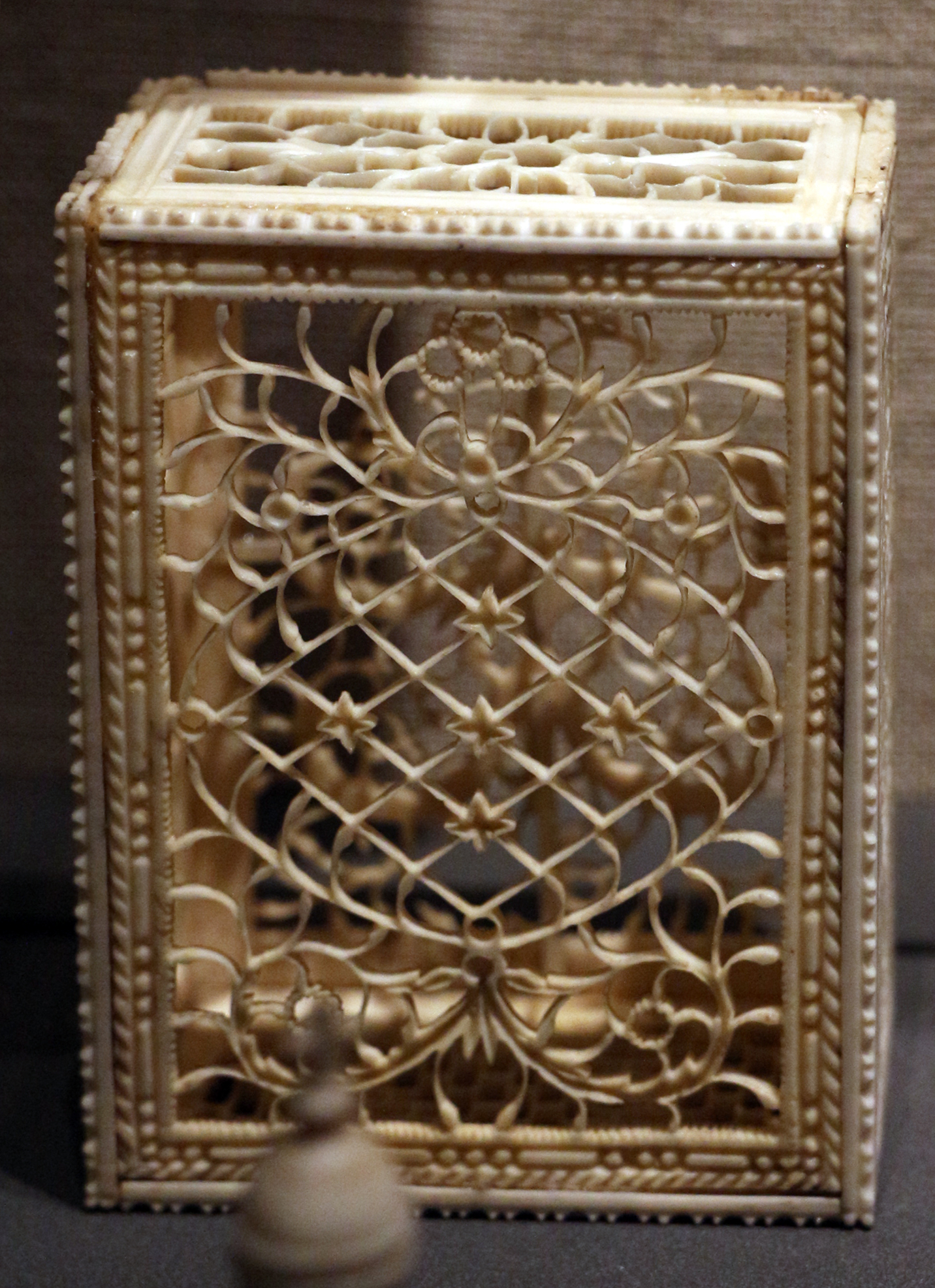
Opengewerkt ivoren doosje (16e eeuw)
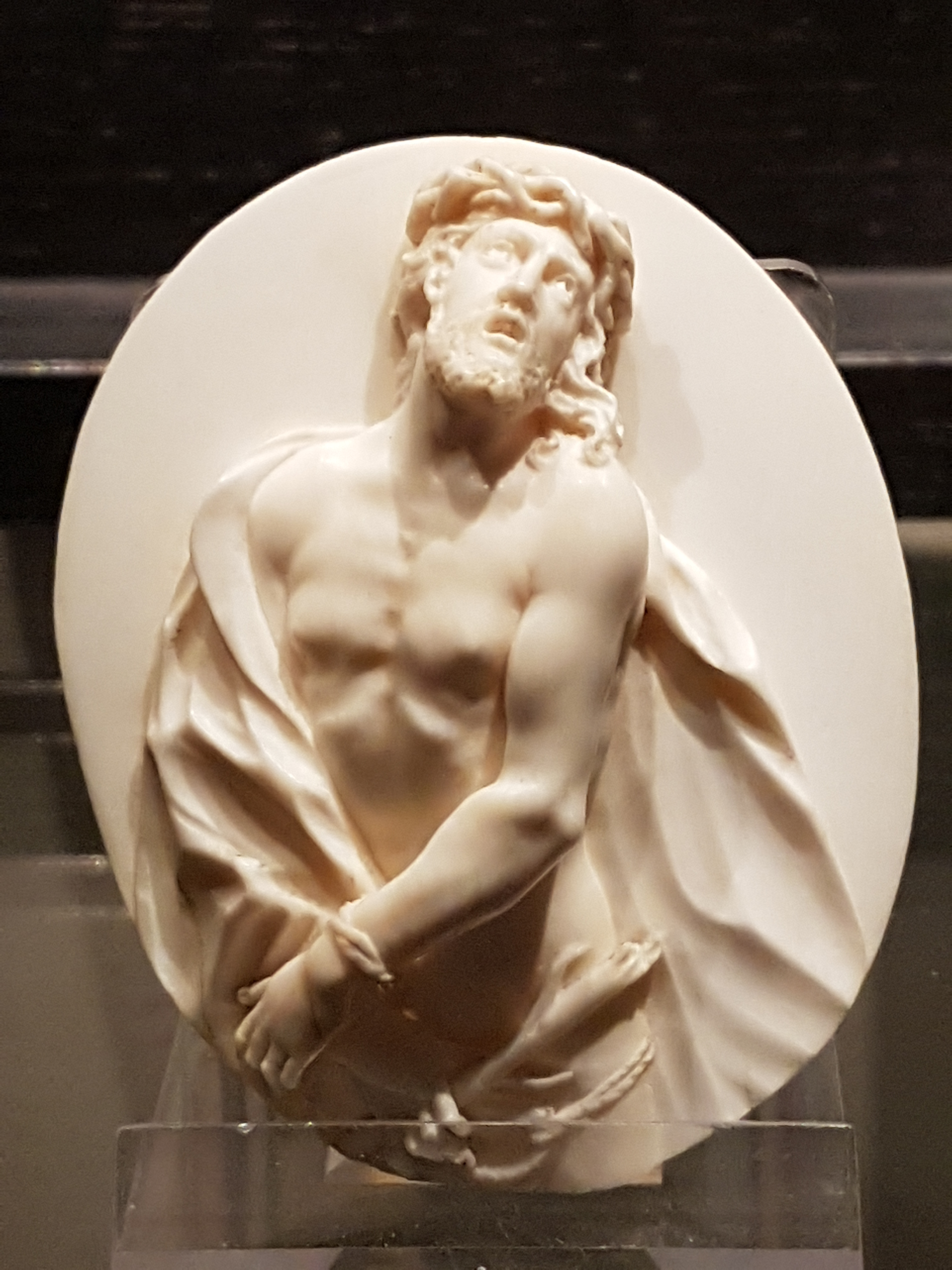
Ecce Homo (D. Heschler, ca. 1650)

### Archeologie

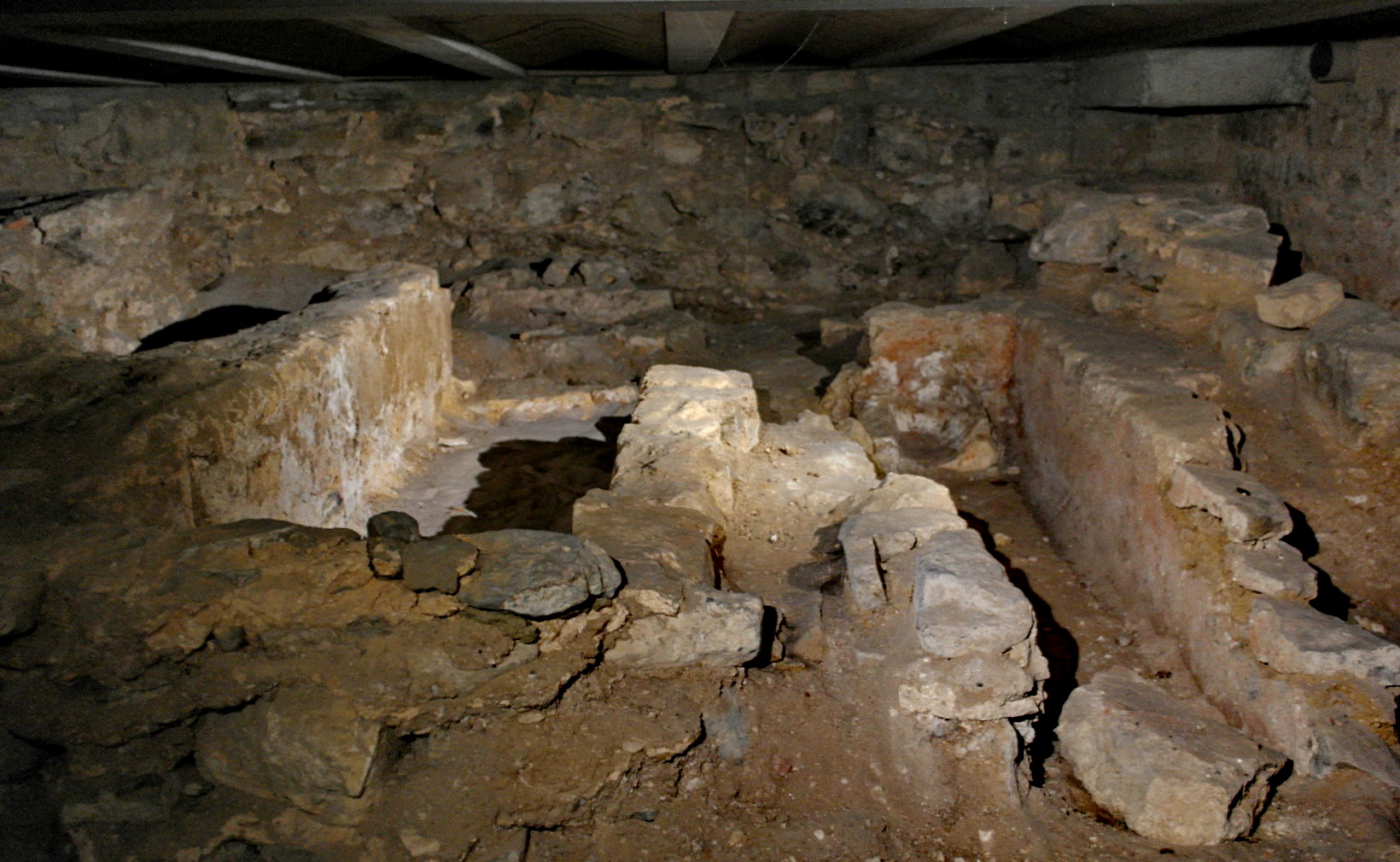
Opgravingskelder Dubbelkapel

In 1981-'82 vonden archeologische opgravingen plaats in de benedenkapel. Onder de vloer van het op de begane grond gelegen Sacrarium inferior werden graven van proosten en kanunniken gevonden. Het oudste grafschrift dateerde uit 1296. Tevens werd muurwerk ontdekt van wat aanvankelijk een twaalfhoekige centraalbouw leek. Later bleek dit muurwerk te behoren tot de laat-tiende of vroeg-elfde-eeuwse kerk, waarvan de transepten veelhoekige beëindigingen hadden. Resten van deze opgravingen zijn in de kelder van de Dubbelkapel te bezichtigen, toegankelijk via een trap vanuit de schatkamer. Ook bevindt zich in de schatkamer een verzameling archeologische vondsten, die afkomstig zijn uit andere delen van de kerk of de onmiddellijke omgeving. Een belangrijke vondst uit de jaren 1980 bleek het grafkruis van Humbertus, dat een betrouwbare bron is voor de bouwgeschiedenis van de kerk. Humbertus stierf in 1086 en kreeg het loden grafkruis met uitgebreide tekst mee in zijn graftombe, midden in de kerk. Humbertus was proost van het St-Lambertuskapittel in Luik en van het St-Servaaskapittel in Maastricht. Onder zijn bewind werd onder andere de Dubbelkapel gebouwd.
Door ruimtegebrek is een deel van de archeologische vondsten, waaronder een fragment van een Romeinse sarcofaag, een viertal vroegchristelijke grafstenen, enkele Frankische sarcofagen, bouwfragmenten van de Merovingische en Karolingische kerk, een elfde-eeuwse cenotaaf en brokstukken van een gotisch doksaal, ondergebracht in een lapidarium in de oostcrypte van de kerk. Enkele grotere bouwfragmenten en grafkruisen bevinden zich langs de muren van de pandhof.

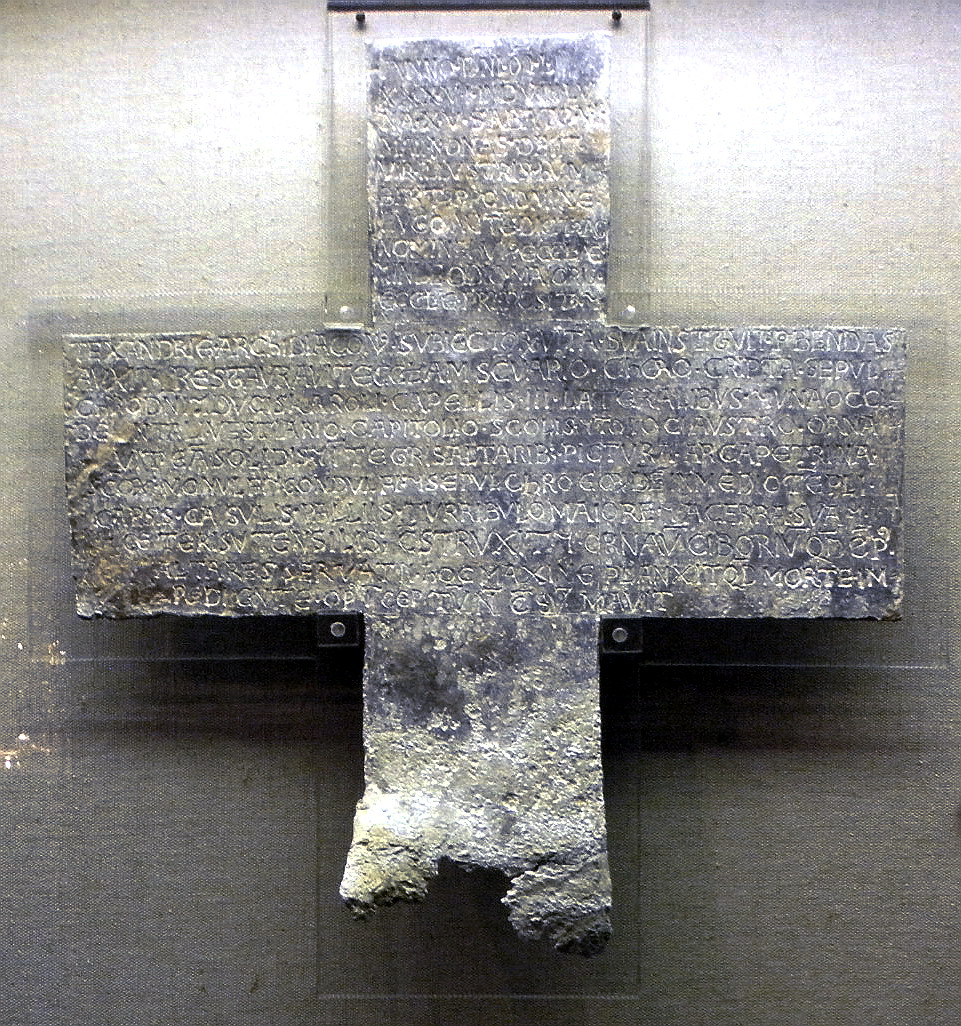
Grafkruis van Humbertus in de schatkamer
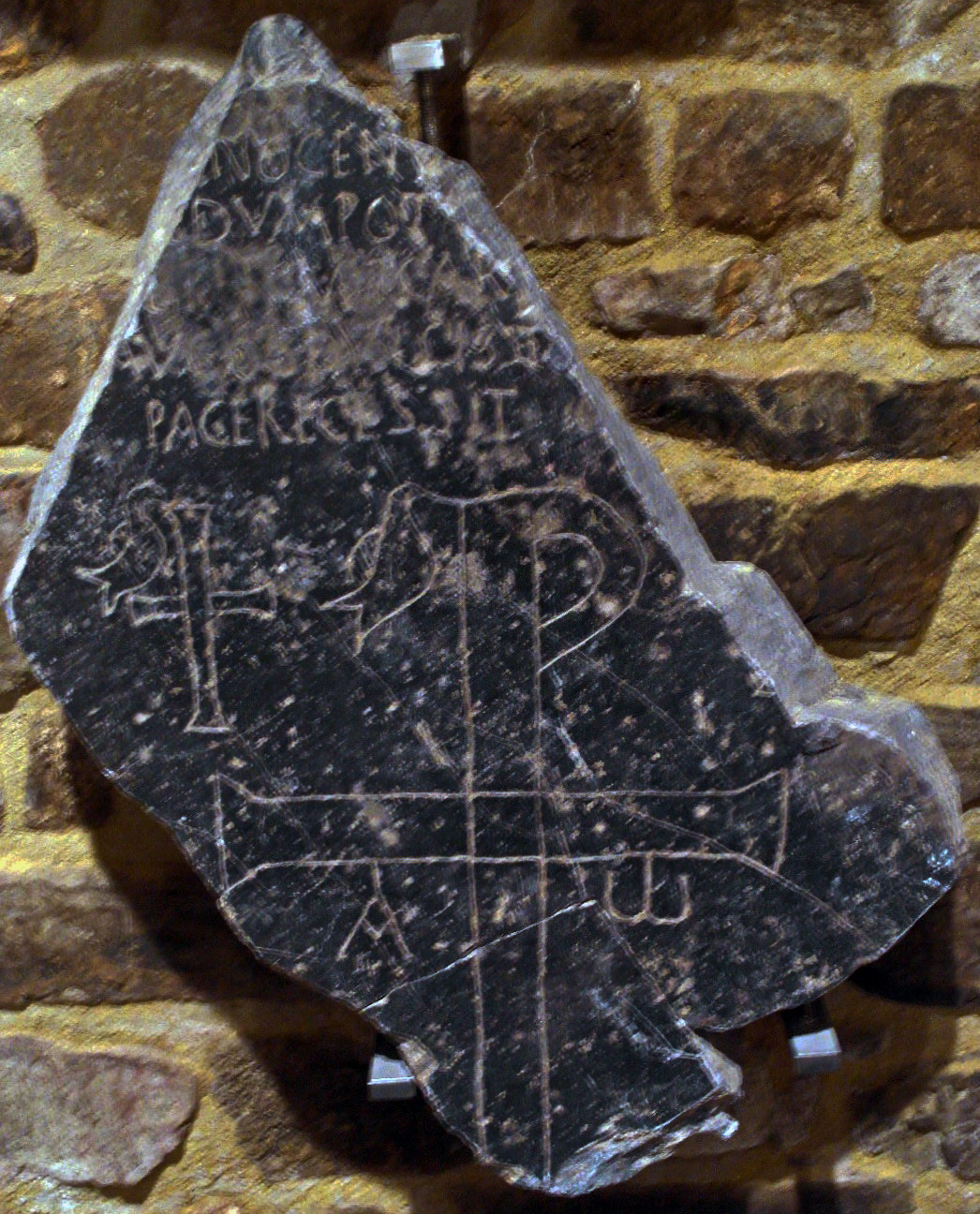
Vroegchristelijke grafsteen in de oostcrypte
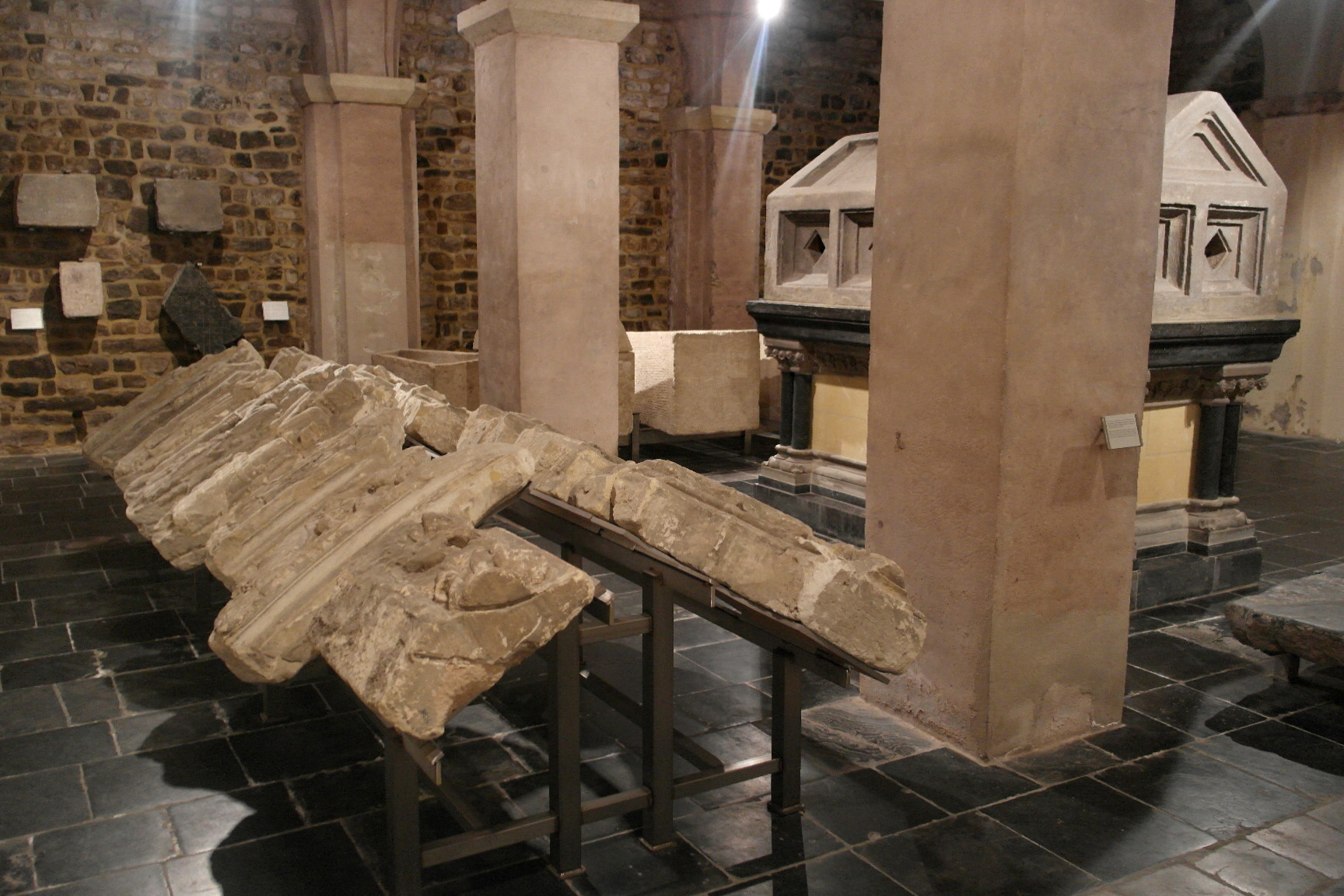
Gotisch doksaal en cenotaaf in de oostcrypte
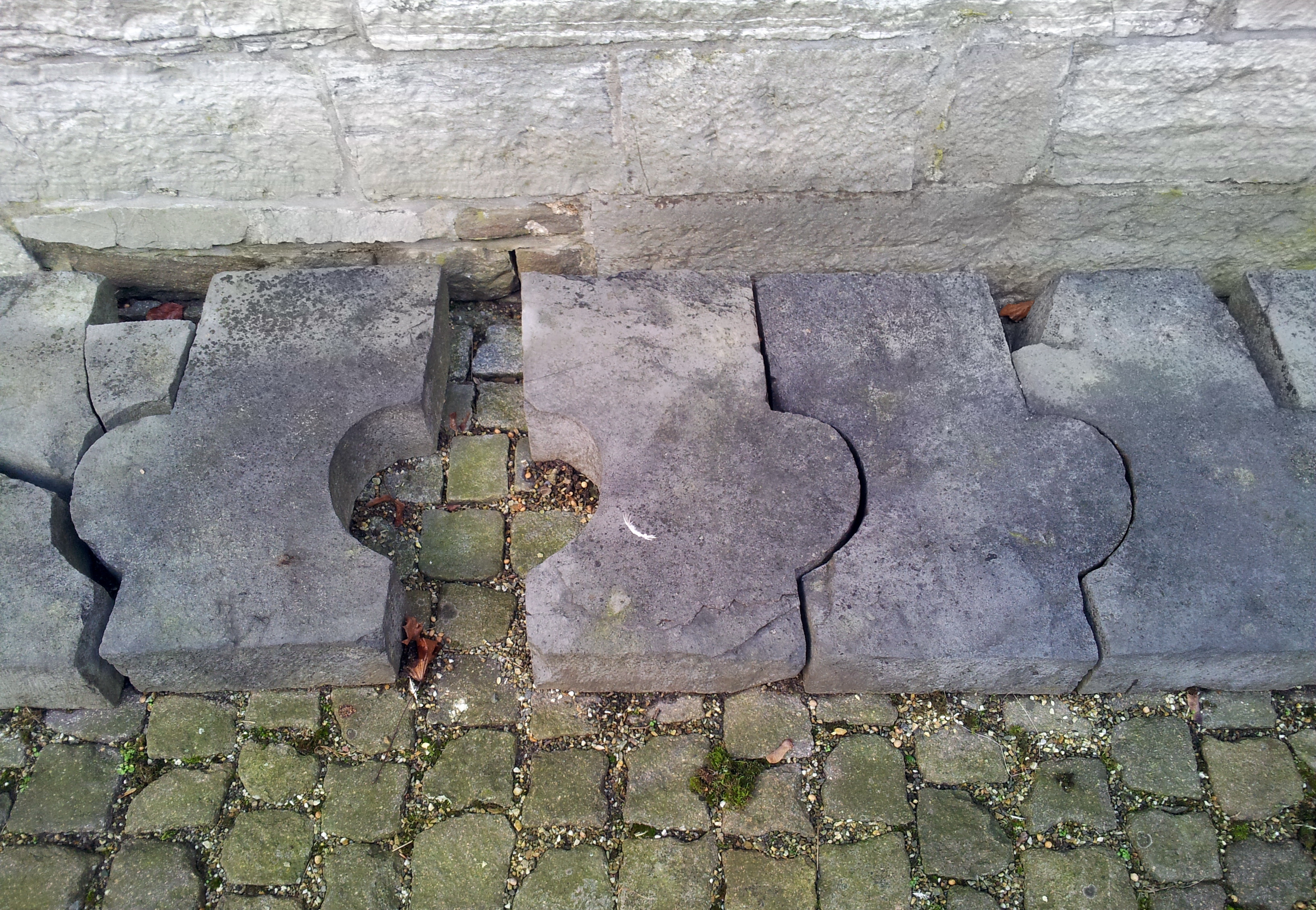
Vloertegels Dubbelkapel in de pandhoftuin

## Trivia
- Volgens de elfde-eeuwse Franse benedictijn en schrijver van de Servaaslegende Jocundus, ontvreemde de latere koningin Gerberga van Saksen bij een bezoek aan de Sint-Servaaskerk een fraai kleed uit de kerkschat. Jocundus had klaarblijkelijk een hekel aan Gerberga, want hij stelde haar ook verantwoordelijk voor het opstoken van haar man Giselbert II tegen haar broer Otto de Grote, wat uiteindelijk leidde tot de ondergang van Giselbert.[44]
- In 1614 bood de 22-jarige Fransman Jacques de Bruneau de schatkamer een gouden ketting aan, waarbij hij als tegenprestatie een bijdrage in zijn levensonderhoud vroeg. De beherende kapelaan bood hem 128 gulden. Nog diezelfde dag werd ontdekt dat de ketting van minderwaardig metaal was. De Bruneau werd opgepakt, veroordeeld, aan de schandpaal gezet, gegeseld en gebrandmerkt en daarna de stad uitgezet.[45]
- Volgens een hardnekkig gerucht zou al sinds het Beleg van Maastricht (1579) ergens in of rondom de Sint-Servaaskerk een schat begraven zijn. Van 1810-16 ondernam de schatgraver Willem Heck talloze pogingen om deze schat op te graven. Uit het feit dat Heck in 1820 berooid stierf, kan worden afgeleid dat hij niets gevonden heeft.[46]
- Bezoekers van de website TripAdvisor classificeerden de kerk en schatkamer van Sint-Servaas als de beste van 43 Maastrichtse attracties. TripAdvisor verleende de kerk en schatkamer in 2014 het Certificaat van uitmuntendheid.[47]